# Liste der Kulturdenkmale in Göda

Wappen

In der Liste der Kulturdenkmale in Göda sind die Kulturdenkmale der sächsischen Gemeinde Göda verzeichnet, die bis September 2024 vom Landesamt für Denkmalpflege Sachsen erfasst wurden (ohne archäologische Kulturdenkmale). Die Anmerkungen sind zu beachten.
Diese Liste ist eine Teilliste der Liste der Kulturdenkmale im Landkreis Bautzen.

## Göda
| Bild                                    | Bezeichnung | Lage                                                    | Datierung | Beschreibung | ID       |
| --------------------------------------- | --- | ------------------------------------------------------- | --- | --- | -------- |
|                                         | Wohnhaus mit umgebender Stützmauer | Alte Bautzener Straße 1 (Karte)                         | 1850/1870 | Obergeschoss Fachwerk verbrettert, baugeschichtlich von Bedeutung. Spitzes Dach, erstes Obergeschoss mit sehr kleinen Fenstern, hölzerne Fensterbekrönung, bis Oktober 2011 irrtümlich unter Birkauer Straße 1 in der Denkmalliste. Wohnhaus abgerissen. | 09251303 |
|                                         | Wohnhaus (Umgebinde) | Alte Bautzener Straße 13 (Karte)                        | Um 1790 | Obergeschoss Fachwerk verbrettert, ohne östlichen Anbau, baugeschichtlich von Bedeutung, Reste des Umgebindes im Erdgeschoss, hölzerne Fensterbekrönung, mit Pumpe | 09251295 |
|                                         | Wohnhaus mit umgebender Stützmauer | Alte Bautzener Straße 14 (Karte)                        | Um 1870/1880 | Obergeschoss Fachwerk verbrettert, baugeschichtlich von Bedeutung, kleine Fenster mit Holzbekrönung, Krüppelwalmdach, ehemals Bäckerei, heute saniert, der Anbau am nördlichen Wohnhaus und der Garagenneubau sind keine Denkmale | 09251294 |
| Weitere Bilder                          | Denkmal für die Gefallenen des Ersten Weltkrieges | Am Dorfplatz (Karte)                                    | Nach 1918 | Ortsgeschichtlich von Bedeutung, Inschrift: „Vergiß, mein Volk, die Teuren Toten nicht“ (1914–1918) | 09251293 |
| Weitere Bilder                          | Peter-und-Paul-Kirche und Kirchhof Göda (Sachgesamtheit) | Am Dorfplatz 1 (Karte)                                  | Ab 16. Jahrhundert (Kirchhof); 18. Jahrhundert (Grufthaus)                                                                 | Sachgesamtheit Peter-und-Paul-Kirche und Kirchhof Göda mit folgenden Einzeldenkmalen: Kirche mit Ausstattung, elf Grabmale, eine Grabanlage, Denkmale für die Gefallenen des Ersten Weltkrieges und von 1870/71 sowie Einfriedungsmauer (siehe auch Einzeldenkmalliste Obj. 09251297) sowie der Kirchhof und ehemaliges Grufthaus als Sachgesamtheitsteile; Kirche netzgewölbte, dreischiffige Hallenkirche, eingezogener Chor mit 3/8-Schluss und nördlichem Emporenanbau, doppeltürmiger Westbau auf romanischem Unterbau, jetziger spätgotischer Hallenbau von 1505–1514, baugeschichtlich, kunstgeschichtlich, ortsgeschichtlich und ortsbildprägend von Bedeutung, ehemaliges Grufthaus mit Walmdach heute Gerätehäuschen | 09303798 |
| Weitere Bilder                          | Kirche mit Resten der originalen Ausstattung sowie mit Ausstattung von Friedrich Press (darunter besonders erwähnenswert wegen ihrer künstlerischen Qualität: der Orgelprospekt, der Altar, Figuren der 11 Apostel, Stele des Auferstandenen und kleine Marienfigur mit Kind), elf Grabmale, eine Grabanlage, Denkmale für die Gefallenen des Ersten Weltkrieges und von 1870/71 sowie Einfriedungsmauer | Am Dorfplatz 1 (Karte)                                  | 1505 - 1514 (Kirche); 17./18./19. und frühes 20. Jahrhundert (Grabmal); nach 1914 (Grabanlage); nach 1918 (Kriegerdenkmal) | Einzeldenkmale der Sachgesamtheit Peter-und-Paul-Kirche und Kirchhof Göda (siehe auch Sachgesamtheitsdokument Obj. 09303798); Kirche netzgewölbte, dreischiffige Hallenkirche, eingezogener Chor mit 3/8-Schluss und nördlichem Emporenanbau, doppeltürmiger Westbau auf romanischem Unterbau, jetziger spätgotischer Hallenbau von 1505–1514, baugeschichtlich, kunstgeschichtlich, ortsgeschichtlich und ortsbildprägend von Bedeutung. Kirche originale Deckenmalereien von 1505 im Chorraum, um 1512 im Kirchenschiff, erst 1975 wieder freigelegt, Steinmetzzeichen von Wollf Hrabisch (Baumeister der Kirche), Historische Ausstattungsstücke: Kanzel 1514, Figur des Gekreuzigten des ehemaligen spätgotischen Holzkruzifixes (um 1490) mit barocken Zutaten der Dornenkrone und des INRI-Schildes, Taufstein um 1200, Mensa des ehemaligen Altares, ehemaliges Lavabo, Rest der historistischen Ausstattung gegenwärtig an verschiedenen Orten in Göda eingelagert, Veränderungen in den Stil der Neogotik 1892, Rückführung in den Stil der Spätgotik um 1975/1980: künstlerische Innengestaltung von Friedrich Press, Dresden ab 1972 (als seine erste architektonische Gestaltung für einen protestantischen Kirchenraum) unter dem Thema: Mission (Altar als stilisierter Tempel auf 12 Säulen ruhend mit zwölf Flammenköpfen) auf Altarplatte als stilisierte Darstellung des Pfingstgeschehens, im Halbkreis angeordnet: 5 m hohe Stele des auferstandenen und zum Himmel fahrenden Christus sowie seine elf Apostel als Einzelfiguren oder in Gruppen sowie Madonna mit Kind als Nischenfigur und Orgelprospekt, Windfang am südlichen Eingang, Holzpflaster des Fußbodens, Bestuhlung, Podest für den Altar einschließlich der sechs Holzstelen als Kerzenleuchter, ein Leuchter im Chor, Schalldeckel der Kanzel (Taube als Symbol für Pfingsten) und Kanzelaufgang, Architektenarbeiten von Peter Weeh, Halle a. S., am Südpfeiler Sonnenuhr (1517). Kriegerdenkmal Erster Weltkrieg am Chor der Kirche: dreizoniger Wandaufbau mit überhöhtem Mittelteil, bekrönt von zwei Adlern, Kirche stand bis 2000 ohne Straßen- und Hausnummerangabe in Denkmalliste. | 09251297 |
|                                         | Schulgebäude und rückwärtige Scheune | Am Dorfplatz 2 (Karte)                                  | Um 1850 (Schule); um 1820 (Scheune)                                                                                        | Baugeschichtlich und ortsgeschichtlich von Bedeutung. - Schule: massiver zweigeschossiger Putzbau, ursprünglich erhalten, Erdgeschoss Winterfenster, Krüppelwalmdach - Scheune zum Teil Fachwerk verbrettert im Obergeschoss | 09251299 |
| Direkt Bild zu diesem Denkmal hochladen | Wohnhaus, gegenüber liegende Scheune und Einfriedungsmauer am südlichen Grundstücksende | Am Dorfplatz 3 (Karte)                                  | Um 1850/1870 (Wohnhaus); 19. Jahrhundert (Einfriedung)                                                                     | Ehemaliges Diakonat, Wohnhaus Putzbau mit Krüppelwalmdach, Scheune Bruchstein verputzt, Einfriedungsmauer aus Bruchstein, baugeschichtlich und straßenbildprägend von Bedeutung, Wohnhaus massiv, mit Krüppelwalmdach, Giebellünette, Verlauf der Mauer als Grundstückseinfriedung geht um die Ecke (teilweise unter der Scheune Mühlweg 10), Einfriedungsmauer bis März 2011 irrtümlich unter Mühlweg 3 in der Denkmalliste | 09251298 |
|                                         | Wohnhaus über winkligem Grundriss, rückwärtige Scheune und Einfriedung | Am Dorfplatz 14 (Karte)                                 | Bezeichnet mit 1831 | Wohnhaus Obergeschoss Fachwerk verbrettert, baugeschichtlich und wirtschaftsgeschichtlich von Bedeutung, Eingangstür mit Schlussstein, Scheune teilweise holzverbrettert, schmiedeeiserne Einfriedung; Geburtshaus von Jurij Pilk | 09251301 |
| Weitere Bilder                          | Ehemaliger Gasthof mit Gebäudeflügeln um einen geschlossenen Innenhof | Am Dorfplatz 17 (Karte)                                 | 2. Hälfte 19. Jahrhundert                                                                                                  | Heute Wohnhaus mit Ladeneinbauten, weitgehend authentisch erhaltener Baukörper, baugeschichtlich, ortsgeschichtlich und platzbildprägend von Bedeutung. Heute platzprägendes zweigeschossiges Wohnhaus mit vier Ladeneinbauten im Erdgeschoss und großem Durchgang zum Innenhof, erhebt sich über verwinkeltem Grundriss als asymmetrischer, massiver und verputzter Baukörper, Eckeingang mit nachträglich eingefügtem Portal mit Dreiecksgiebel, darin Relief einer Waage (vermutlich 1930er Jahre), Dachstuhl erscheint inhomogen mit nachträglichen statischen Ertüchtigungen, im Inneren im Obergeschoss noch Fachwerkwände erhalten. | 09251300 |
|                                         | Spritzenhaus | An der Töpferei 2 (Karte)                               | Um 1900 | Ortsgeschichtlich von Bedeutung | 09251283 |
| Weitere Bilder                          | Mord- und Sühnekreuz | An der Töpferei 2 (gegenüber), Ecke Schulstraße (Karte) | 15. – 17. Jahrhundert | Granitstein mit eingeritztem Schwert, ortsgeschichtlich von Bedeutung | 09303794 |
|                                         | Villenartiges Wohnhaus (Nr. 1), Nebengebäude (Nr. 1a), Villengarten, Gartenpavillon und Zaunsäulen | Bautzener Straße 1, 1a (Karte)                          | Um 1910 | Wohnhaus späthistoristischer Putzbau, Nebengebäude mit Fachwerkdrempel, baugeschichtlich und gartenkünstlerisch von Bedeutung, gestaffelter Baukörper mit Dreiecksgiebel, seitlicher Eingang (überdacht), Krüppelwalmgiebel, rundbogige Fenster mit schlusssteinartiger Bekrönung, Nebengebäude mit Fachwerkelementen, Holztor, rückwärtiger Treppenaufgang, originales Geländer, Pavillon mit ornamentiertem Farbglasfenster | 09251276 |
| Direkt Bild zu diesem Denkmal hochladen | Wohnstallhaus, südliche Scheune, zwei östliche und ein nördliches Seitengebäude eines Vierseithofes sowie Reste der originalen Einfriedung, ehemalige Wasserburg | Birkauer Straße 10 (Karte)                              | Ende 18. Jahrhundert (Wohnstallhaus); um 1006 (Wasserburg)                                                                 | Burgwart mit Gewölberesten auf Anhöhe, geschlossene Hofanlage, alle Gebäude aus Naturstein, zwei Seitengebäude mit Fachwerk in den Obergeschossen, baugeschichtlich und wirtschaftsgeschichtlich von Bedeutung, alle Gebäude mit Krüppelwalmdach und aus Naturstein, Scheunen teilweise holzverkleidet, Kellergewölbe, ehemalige Wasserburg | 09251304 |
|                                         | Westliches Wohnstallhaus und Scheune eines Dreiseithofes („Weißes Roß“) | Coblenzer Straße 2 (Karte)                              | Bezeichnet mit 1881 (Wohnstallhaus); um 1880 (Scheune)                                                                     | Baugeschichtlich und wirtschaftsgeschichtlich von Bedeutung, Gasthaus früher Umgebindehaus. 2011 Streichung des straßenseitigen Gasthauses, kein ausreichender Denkmalwert vorhanden, starke Umbauten. Scheune mit Holzverkleidung. | 09251262 |
|                                         | Wohnhaus | Döberkitzer Straße 1 (Karte)                            | Um 1900 | Späthistoristischer Putzbau, baugeschichtlich von Bedeutung, seitlicher Eingang, Seitenbetonung jeweils rechts und links durch Giebel (oben und an den Seiten bekrönt), zurückliegender Mittelrisalit, Betonung der Fenster durch Bekrönung und Putzgestaltung | 09251277 |
|                                         | Gasthof „Zum Hirsch“ | Dresdener Straße 5 (Karte)                              | 1. Hälfte 19. Jahrhundert                                                                                                  | Breitgelagerter Putzbau mit Krüppelwalmdach, weitgehend ursprünglich erhalten, baugeschichtlich, ortsgeschichtlich und verkehrsgeschichtlich von Bedeutung, zweigeschossiger massiver Putzbau, Wand-Öffnung-Verhältnis teilweise verändert, Krüppelwalmdach ohne Aufbauten, Biberschwanzdeckung, Gewände womöglich entfernt | 09251470 |
|                                         | Wohnhaus | Dresdener Straße 9 (Karte)                              | um 1850/1870 | Obergeschoss Fachwerk, baugeschichtlich von Bedeutung, spitzer Giebel, erstes Obergeschoss und Giebel verbrettert, kleine Fenster | 09251302 |
|                                         | Wohnhaus | Dresdener Straße 16 (Karte)                             | um 1820/1850 | Im ersten Obergeschoss Fachwerk (auf einer Seite), Giebel massiv, baugeschichtlich von Bedeutung, mit Krüppelwalmdach | 09251265 |
| Direkt Bild zu diesem Denkmal hochladen | Wohnhaus und Reste der Einfriedungsmauer | Kurze Gasse 5 (Karte)                                   | 1. Hälfte 19. Jahrhundert                                                                                                  | Wohnhaus Obergeschoss Fachwerk verbrettert, baugeschichtlich von Bedeutung, Laube und Scheune Abbruch vor 2011 | 09251307 |
| Direkt Bild zu diesem Denkmal hochladen | Westliches und südliches Seitengebäude eines Dreiseithofes | Kurze Gasse 9 (Karte)                                   | Um 1870/1880 | Relikt regionaltypischer ländlicher Bebauung in veränderter Umgebung, baugeschichtlich und wirtschaftsgeschichtlich von Bedeutung, Naturstein, früher mit rundbogigen Toren | 09251306 |
| Weitere Bilder                          | Mühlenanwesen einer ehemaligen Wassermühle | Mühlweg 5, 7 (Karte)                                    | Bezeichnet mit 1821 (Nr. 5); um 1850 (Nr. 7); 1. Hälfte 19. Jahrhundert (Nebengebäude); um 1870 (Scheune)                  | Nummer 5 (drei Gebäude: westliches Wohnmühlenhaus und östliches Gebäude aus zwei hintereinander liegenden Nebengebäuden, Wohnmühlengebäude und südöstliches Nebengebäude Obergeschoss Fachwerk, zum Teil verbrettert) mit zwei vorgelagerten Mühlsteinen an straßenseitigem Giebel des östlichen Nebengebäudes und mit vorhandener technischer Ausstattung sowie ehemaliger Radkammer und Nummer 7 (zwei Gebäude: Müllerwohnhaus und nordwestliche Scheune), baugeschichtlich, ortsgeschichtlich, technikgeschichtlich und ortsbildprägend von Bedeutung. - Mühlgebäude: ehemalige Wassermühle, Ölmühle, vorderer Teil: Getreidemühle, Obergeschoss Fachwerk verbrettert, Portal mit Schlussstein, Gewölbekeller - Seitengebäude: Erdgeschoss Bruchstein, Obergeschoss Fachwerk, Giebel verbrettert - zweites Seitengebäude: Putzbau, Wohnhaus Putzbau mit Krüppelwalmdach, Türstock mit Schlussstein, Wohnhaus breitgelagerter Putzbau mit einfacher Putzgliederung am Giebel - Scheune: bis März 2011 irrtümlich unter Nummer 9 in der Denkmalliste, sie gehört zu Nummer 7 und ist Bestandteil des Mühlenensembles, das aufgrund der vier giebelständig zur Straße ausgerichteten Gebäude von wesentlicher Bedeutung für das Ortsbild ist - Radkammer (zwischen den beiden Gebäuden der Nummer 5): ruinös (Mühlrad fehlt, ehemaliges unterschlächtiges Wasserrad), Mühlgraben zugeschüttet | 09251289 |
|                                         | Scheune | Mühlweg 10 (Karte)                                      | Um 1850 | Massiver verputzter Bruchsteinbau mit Satteldach, an den Giebelseiten je ein Tor, baugeschichtlich und straßenbildprägend von Bedeutung, Luftschächte, rundbogige Zwillingsfenster im Giebel | 09251288 |
|                                         | Stützmauer als Grundstückseinfassung mit Brunnenstube und Erdkeller | Mühlweg 12 (Karte)                                      | 19. Jahrhundert | Baugeschichtlich und straßenbildprägend von Bedeutung, Verlauf der Mauer als Grundstückseinfassung geht um die Ecke (rechtwinklig zum Mühlweg) | 09303161 |
|                                         | Herrenhaus und Wirtschaftsgebäude des ehemaligen Rittergutes | Oberweg 2, 9 (Karte)                                    | Um 1870 | Herrenhaus Putzbau mit überdachtem Eingangshäuschen, Krüppelwalmdach, baugeschichtlich und ortsgeschichtlich von Bedeutung, Putzreliefs über Fenstern im Erdgeschoss, Tor aus Naturstein, Granitgewände Langgestrecktes zweigeschossiges Gebäude mit Krüppelwalmdach, um 1870, teils verändert. Fassadengestaltung durch Eckquaderung und eingelassene Putzfelder um Fenster im Erdgeschoss, Eingangshalle mit schlichtem Portal. Verschiedene zweigeschossige Nebengebäude. | 09251305 |
|                                         | Sachgesamtheit Kriegsgräberfriedhof (Gartendenkmal) | Pfarrweg (im Anschluss an den Pfarrgarten) (Karte)      | 1945 | 1945 für Soldaten angelegt, die in den letzten Kriegstagen bei Kämpfen um die „Festung Bautzen“ ihr Leben ließen, geschichtlich von Bedeutung. Inschrift: „Hier ruhen 108 Tote des letzten Krieges. Sie mahnen uns: Hütet den Frieden.“ Gräber mit Holzkreuzen. | 09251270 |
|                                         | Südliches Wohnhaus, nördliches Seitengebäude mit Oberlaube und westliche Scheune eines Vierseithofes | Pfarrweg 5 (Karte)                                      | Um 1830 (Bauernhaus); bezeichnet mit 1838 (Seitengebäude); bezeichnet mit 1829 (Scheune)                                   | Wohnhaus Obergeschoss Fachwerk, Seitengebäude mit verbretterter Oberlaube, baugeschichtlich und wirtschaftsgeschichtlich von Bedeutung, Holzverkleidung an Giebeln, Lehmstaken, originaler Zustand mit Erker, Scheune aus Naturstein (bezeichnet mit 1829) mit Holzverkleidung an Giebeln, großes Holztor, seitliche Scheune (bezeichnet mit 1838): erstes Obergeschoss verbrettert, vorgezogen, Erdgeschoss mit Naturstein, mit Einfriedungsmauer, gegenüber von 5 a | 09251267 |
|                                         | Pfarrhaus (Nr. 6), Pfarrscheune (Nr. 7), Erdkeller und Pfarrgarten mit Einfriedungsmauer | Pfarrweg 6 (Karte)                                      | Anfang 18. Jahrhundert (Pfarrhaus); bezeichnet mit 1801 (Pfarrscheune)                                                     | Pfarrhaus breitgelagerter stattlicher Bau mit Krüppelwalmdach und vielen Fledermausgaupen, baugeschichtlich, ortsgeschichtlich und ortsbildprägend von Bedeutung. - Pfarrhaus: Krüppelwalmdach, originale Fenster, Vorhäuschen an Giebelseite, Kreuzgratgewölbe - Einfriedung: weitreichende Bruchstein-Trockenmauer, zu großen Teilen erneuert im Stile der alten Mauertechnik, teilweise original erhalten, Mauerzug auch innerhalb des Grundstückes - Erdkeller: in Mauerzug, der innerhalb des Grundstückes dem Pfarrhaus vorgelegt ist. - Scheune: Naturstein, drei Holztore, bezeichnet mit „20.Jan.1801 – SD“ - Zwei Weihwassersteine im Garten, Steintrog | 09251268 |
|                                         | Schule, heute Sitz der Gemeindeverwaltung mit Toilettengebäude im Hof | Schulstraße 14 (Karte)                                  | 1924/1925 | Schule repräsentativer Putzbau mit überdachtem Eingangsbereich und Dachreiter, baugeschichtlich und ortsgeschichtlich von Bedeutung, Mittelbetonung durch überdachten Eingang mit Dreiecksgiebel, darin florale Ornamentik, mit Dreiecksgiebel im Dachbereich, Drillingsfenster, florale Ornamentik, Turm | 09251280 |
|                                         | Turnhalle | Schulstraße 16 (Karte)                                  | Um 1900 | Baugeschichtlich und sozialgeschichtlich von Bedeutung | 09251468 |
| Direkt Bild zu diesem Denkmal hochladen | Töpfereigebäude (Töpferei Gagel) | Seitschener Straße 1 (Karte)                            | 1. Hälfte 19. Jahrhundert                                                                                                  | In Verlängerung des Wohnhauses gedrungener eingeschossiger Putzbau mit einseitigem Krüppelwalm mit Dachhäuschen, baugeschichtlich und ortsgeschichtlich von BedListe der Kulturdenkmale in eutung, Töpferei seit 1852 in Privatbesitz | 09251285 |

## Birkau
| Bild           | Bezeichnung | Lage                                              | Datierung | Beschreibung | ID       |
| -------------- | --- | ------------------------------------------------- | --- | --- | -------- |
| Weitere Bilder | Wegestein | (Richtung Mordgrund, nach Kleinpraga hin) (Karte) | 19. Jahrhundert | Verkehrsgeschichtlich von Bedeutung, grob behauene Natursteinstele mit flachem Abschluss, Schriftspiegel rundherum geglättet | 09251392 |
| Weitere Bilder | Wegestein | (am Ortseingang) (Karte)                          | Um 1850 | Verkehrsgeschichtlich von Bedeutung, schlanke Natursteinsäule mit pyramidalem Abschluss, Schaft mit starken Abfasungen | 09250265 |
|                | Flurgrenzstein | (Birkau, Richtung Spittwitz) (Karte)              | 2. Hälfte 19. Jahrhundert | Ortsgeschichtlich von Bedeutung, schmaler Naturstein auf rechteckigem Grundriss mit flach segmentbogigem Abschluss und schwarz gefassten Inschriften auf den Seitenflächen: „Flugr. Semichau“ bzw. „O. fl.g. Birkau“ | 09251430 |
|                | Herrenhaus (Nr. 21), Verwalterhaus (Nr. 23) und westliches Wirtschaftsgebäude über winkligem Grundriss des Vorwerks Birkau | Birkau 21, 23 (Karte)                             | Letztes Drittel 19. Jahrhundert (Herrenhaus); 2. Hälfte 19. Jahrhundert (Gutsverwalterhaus); 1. Hälfte 19. Jahrhundert (Wirtschaftsgebäude) | Herrenhaus Putzbau mit einfacher Gliederung und flachem Walmdach, baugeschichtlich und ortsgeschichtlich von Bedeutung - Herrenhaus: zweigeschossiger massiver Putzbau mit Drempel und flachem Walmdach, Mittelrisalite, zwei Gurtgesimse, Wirtschaftsgebäude über Eck (L-förmig), Satteldächer - Verwalterhaus: zweigeschossiger massiver Putzbau mit Satteldach und flachem Mittelrisalit, Fenstergewände. Die übrigen nicht erfassten, zum Gut gehörenden Gebäude sind stark überformt, ein Gebäude ist ein Neubau. Bis März 2010 irrtümlich auch unter Birkau 22 und 24 in der Denkmalliste, diese Gebäude sind keine Denkmale. | 09254991 |

## Coblenz
| Bild                                    | Bezeichnung | Lage                          | Datierung | Beschreibung | ID       |
| --------------------------------------- | --- | ----------------------------- | --- | --- | -------- |
| Weitere Bilder                          | Fehrmann-Mühle: Nordwestliches Müllerwohnhaus, Mühlengebäude mit Siloanbau sowie technischer Ausstattung, Nebengebäude östlich der Mühle, Mühlgraben, drei Wehre (Abzweig Hoyerswerdaer Schwarzwasser, Abzweig Mühlgraben und Einlaufwehr) und drei Mühlsteine | Coblenz 1, 1a (Karte)         | Bezeichnet mit 1832 (im Kern in Teilen wohl älter); 1947 - 1948 (Anbau Silo); 2. Hälfte 19. Jahrhundert (Nebengebäude und Müllerwohnhaus); bezeichnet mit 1787 (Abzweig Mühlgraben) | Kleine Mühle mit kompletter alter technischer Ausstattung, erhalten bis unters Dach, baugeschichtlich, ortsgeschichtlich und technikgeschichtlich von Bedeutung. Alte Mühle über L-förmigem Grundriss, Obergeschoss Fachwerk verbrettert, Krüppelwalmdach, der Vorgängerbau von 1626 brannte 1826 ab, Neubau 1832, daran 1947–1948 angebautes Silo, westliche Teil des nach Süden gelegene zweigeschossigen Traktes mit flachem Pultdach (mit vier Fensterachsen im gleichen Abstand) ebenfalls von 1947–1948. Ursprünglich Mehlniederlage, dessen östliche Teil jünger, im Besitz des Mühlenvereins Bauzeichnung zu Erweiterung um Silo und Mehlniederlage, Entwurf datiert in das Jahr 1947. Müllerwohnhaus zweigeschossiger Putzbau über winkligem Grundriss, Satteldach. Frei stehendes Nebengebäude östlich der Mühle wohl Remise, schlichter massiver Putzbau mit Drempel und Satteldach. Mühlengebäude unterteilt in Transmissionskeller, Erdgeschoss mit zwei Walzenstühlen von Grosse Lohmen (1948) und von Firma Hobian und Frauenberger aus Bautzen (Walzenstuhlboden), Obergeschoss mit Silo oder Mischmaschine und Absackvorrichtungen sowie Dachbereich mit Plansicher der Firma Grosse (1948), hier im hinteren Teil noch Griesputzmaschine (Plansichterboden), abgesehen davon über alle Etagen verteilt Elevatoren und Transmissionen zur Kraftübertragung. Hoch aufragender Siloturm mit Silo und übereinander angeordneten Reinigungsmaschinen: Aspirateur, Schälmaschine, Trieur und Filterschrank mit Saugschlauchfiltern (alle Firma Grosse, 1948), dazu Mehlwaage. | 09251427 |
|                                         | Wegestein | Coblenz 7 (gegenüber) (Karte) | 19. Jahrhundert | Ortsgeschichtlich und verkehrsgeschichtlich von Bedeutung, Granitsäule, quadratischer Schaft mit abgefasten Kanten, darüber breiterer Kopf mit flachpyramidalem Abschluss, auf den Seitenflächen des Kopfes neu aufgemalte Orts- und Entfernungsangaben sowie Richtungsweiser | 09303824 |
| Direkt Bild zu diesem Denkmal hochladen | Herrenhaus und zwei Scheunen über winkligem Grundriss sowie Garten mit Gartenhäuschen und Einfriedung eines Gutshofes | Coblenz 8c, 8d (Karte)        | Bezeichnet mit 1786 (Herrenhaus); Mitte 19. Jahrhundert (Scheune); um 1800 (Gartenhaus)                                                                                             | Herrenhaus mit gründerzeitlicher Fassade von klassizistischer Wirkung, baugeschichtlich und ortsgeschichtlich von Bedeutung. - Herrenhaus: Mittelrisalit, Betonung des Obergeschosses durch Fensterbekrönung, im Dach Medaillon (ehemals Turmuhr), Remise mit quadratischem Grundriss - Beschreibung des Gartens (Sabine Webersinke, 20. Mai 2011): Nördlich und östlich des Gutshofes gelegene Gartenfläche mit Gartenhäuschen, östlich fast nur Rasen, nördliche Teil bei der Besichtigung umgepflügt. Umlaufende Einfriedung an der Nord- und Ostseite: teils verputzte Bruchsteinmauer mit Klinkerziereinfriedung und Pfeiler mit Aufsätzen (teils als stilisierte Zapfen). Am Gartenhäuschen haben sich Reste eines Ziergartens erhalten, mit geschnittener Crataegushecke, Weg zum Gartenhäuschen, Blütensträuchern (Flieder, Rosa), neugepflanzter Obstbaum sowie Reste von Staudenpflanzungen (z. B. Pfingstrosen, Tulpen, Astern). Nördlich und östlich vom Einfahrtstor nur ein Torpfeiler erhalten mit Lampenaufsatz, Lampe fehlt. An der Zufahrtsstraße (gepflastert, Großpflaster Granit) Zaunssäulen von ehemaliger Einfriedung erhalten. Stattlicher zweigeschossiger Bau mit Drempel und flachem Walmdach, bezeichnet mit 1786. Dreiachsiger Mittelrisalit mit Portal und Freitreppe. Fassadengliederung durch Gurtgesims und gerade Verdachungen im Obergeschoss. Mehrere Wirtschaftsgebäude, 1786, sowie ein kleines Gartenhaus mit leicht geschwungenem Zeltdach, 1886, und eine mit vierpassartigen Mustern gestaltete Einfriedung, 1886.                             | 09251429 |
| Direkt Bild zu diesem Denkmal hochladen | Wohnstallhaus eines Dreiseithofes | Coblenz 11 (Karte)            | Bezeichnet mit 1846 im Rundstein | Obergeschoss Fachwerk, Giebel verbrettert, weitgehend authentisches Erscheinungsbild, Bestandteil des historischen Ortsbildes, baugeschichtlich von Bedeutung. Zum großen Teil originale hölzerne Kastenfenster, Erdgeschoss-Wintervorsatzfenster, Stallteil umgebaut, hier neuere Tür und Fenster, Erdgeschoss-Bruchstein, verputzt, Fachwerk hofseitig sichtbar gelassen, andere Obergeschoss-Seiten einschließlich Giebel holzverbrettert, Satteldach, zurzeit keramische Pfalzziegel, teilunterkellert (eine Tonne), rückseitig ursprünglich Backofenanbau, sichtbar durch Störstellen im Mauerwerk, alter Rundstein mit Bezeichnung 1846 im Stallteil, ist vermutlich Öffnung für Hühner, Katzen, Hund gewesen. Gegenüber dem Wohnstallhaus gelegenes Gebäude und Ruine (eine aufgehende Wand) der ehemaligen Scheune kein Denkmal. | 08975878 |

## Dahren
| Bild | Bezeichnung                           | Lage                    | Datierung             | Beschreibung | ID       |
| ---- | ------------------------------------- | ----------------------- | --------------------- | --- | -------- |
|      | Wohnhaus und zwei Einfriedungspfeiler | Dahren 1 (Karte)        | Bezeichnet mit 1807   | Putzbau mit Drempel, Satteldach, baugeschichtlich von Bedeutung, Eingangsportal mit Schlussstein, bezeichnet mit 1807 – G.C.V. „Nach dem Brande ...“ (im Schlussstein), der einst erwähnte Felsenkeller ist nicht zu finden | 09251311 |
|      | Gasthaus „Zur Felsenmühle“            | Dahren 3 (Karte)        | Bezeichnet mit 1800   | Ehemalige Sägemühle, breitgelagerter Putzbau mit Korbbogenportal und Krüppelwalmdach, baugeschichtlich und ortsgeschichtlich von Bedeutung, Korbbogenportal mit Schlussstein, ehemalige Sägemühle                           | 09251314 |
|      | Wohnhaus                              | Dahren 4 (Karte)        | Mitte 19. Jahrhundert | Putzbau mit integrierter Toreinfahrt, Satteldach, baugeschichtlich von Bedeutung, originale Eingangstür mit holzverziertem Oberlicht, zur Felsenmühle gehörend                                                              | 09251313 |
|      | Bogenbrücke über das Lange Wasser     | Dahren 9a (bei) (Karte) | 19. Jahrhundert       | Baugeschichtlich von Bedeutung, segmentbogige Straßenbrücke aus Granit | 09250255 |

## Dobranitz
| Bild                                    | Bezeichnung                                                                                              | Lage                                        | Datierung                 | Beschreibung | ID       |
| --------------------------------------- | --- | ------------------------------------------- | ------------------------- | --- | -------- |
|                                         | Wegestein                                                                                                | (an der Kreuzung Pannewitz/Coblenz) (Karte) | 19. Jahrhundert           | Verkehrsgeschichtlich von Bedeutung, Granit, Schaft mit abgefasten Kanten, Kopf mit pyramidalem Abschluss und vertieftem Inschriftfeld | 09252220 |
|                                         | Wegestein                                                                                                | (am Abzweig nach Dobranitz) (Karte)         | 19. Jahrhundert           | Verkehrsgeschichtlich von Bedeutung, Granit, grob behauener Schaft, darüber Kopf mit pyramidalem Abschluss und vertieften Inschriftfeldern | 09252219 |
| Direkt Bild zu diesem Denkmal hochladen | Wohnstallhaus und Scheune eines Häusleranwesens                                                          | Dobranitz 3 (Karte)                         | Nach 1800                 | Wohnstallhaus Obergeschoss Fachwerk verbrettert, Scheune verbrettert, baugeschichtlich und wirtschaftsgeschichtlich von Bedeutung | 09252223 |
|                                         | Wohnhaus, südliche Scheune, westliches und östliches Seitengebäude sowie Toreinfahrt eines Vierseithofes | Dobranitz 5 (Karte)                         | 2. Hälfte 19. Jahrhundert | Beispiel eines ortsbildprägenden Bauernhofes, baugeschichtlich und wirtschaftsgeschichtlich von Bedeutung. - Wohnhaus: zweigeschossiger massiver Putzbau mit Walmdach, Drempel, Gurtgesims, Galgensprossung, Wand-Öffnung-Verhältnis intakt - Scheune und Seitengebäude massive Putzbauten mit Satteldächern                                       | 09254976 |
|                                         | Wohnhaus, östliches Seitengebäude und nördliche Scheune eines Bauernhofes, mit Torbogen und Hofpflaster  | Dobranitz 7 (Karte)                         | 2. Hälfte 19. Jahrhundert | Wohnhaus Putzbau mit umlaufendem Gurtgesims, Drempel und Walmdach, Scheune mit drei großen Toren, Satteldach, Seitengebäude Putzbau mit Satteldach, baugeschichtlich, wirtschaftsgeschichtlich und ortsbildprägend von Bedeutung. Wohnhaus: zweigeschossiger massiver Putzbau mit Walmdach, Gurtgesims, Drempel. Westliches Seitengebäude Abbruch. | 09254977 |
|                                         | Wohnstallhaus eines Häusleranwesens                                                                      | Dobranitz 9 (Karte)                         | Um 1850                   | Wohnstallhaus Obergeschoss Fachwerk verbrettert, weitgehend ursprünglich erhalten, baugeschichtlich und wirtschaftsgeschichtlich von Bedeutung, intaktes Wand-Öffnung-Verhältnis, hölzerne Sprossenfenster, bis März 2011 irrtümlich unter Nummer 8 in der Denkmalliste, Streichung Seitengebäude 2012: nicht mehr ursprünglich erhalten           | 09254978 |

## Döbschke
| Bild | Bezeichnung | Lage               | Datierung                                                                    | Beschreibung | ID       |
| ---- | --- | ------------------ | ---------------------------------------------------------------------------- | --- | -------- |
|      | Wohn- und Wirtschaftsgebäude des ehemaligen Rittergutes und rechtwinklig angebautes Nebengebäude sowie Stütz- und Einfriedungsmauern, einen Keller und Kanal | Döbschke 9 (Karte) | 18. Jahrhundert (Wohn- und Wirtschaftsgebäude); 19. Jahrhundert (Stützmauer) | Wohn- und Wirtschaftsgebäude weitgehend authentisch erhalten, Trockenmauern aus Bruchstein, bau-, orts- und ortsbildprägend von Bedeutung. Kubatur und Proportionen weitgehend erhalten, im Wohnteil-Eingangsbereich Erdgeschoss Fliesenfußboden der Erbauungszeit, sonst im Flur großformatige Granitfußbodenplatten, Granittreppe mit hölzernem Treppengeländer ins Obergeschoss, großes Treppenhausfenster mit sechs farbigen Glasfeldern im unteren Teil (erbauungszeitlich), zum Teil alte Dielung erhalten, Stallteil mit gemauerten Kappengewölben und verschiedenen (zum Teil heute vermauerten) Säulen, korbbogige Öffnung zum hinteren Stallteil. Rechtwinklig an Stallteil angebautes Speichergebäude, eingeschossig mit Tonnengewölbe (als Kellerersatz), granitgefasster Eingang. | 09303252 |

## Dreikretscham
| Bild           | Bezeichnung                                        | Lage                                    | Datierung                                                   | Beschreibung | ID       |
| -------------- | -------------------------------------------------- | --------------------------------------- | ----------------------------------------------------------- | --- | -------- |
|                | Wegestein                                          | (an der Kreuzung nach Weidlitz) (Karte) | 19. Jahrhundert                                             | Verkehrsgeschichtlich von Bedeutung, Granit, langer Schaft mit flachpyramidalem Abschluss | 09303835 |
|                | Mord- und Sühnekreuz                               | (an der Weggabelung nach Loga) (Karte)  | 15.–17. Jahrhundert                                         | Steinkreuz mit eingeritztem Schwert, ortsgeschichtlich von Bedeutung | 09252239 |
|                | Ländliches Wohnhaus                                | Dreikretscham 4 (Karte)                 | 1767, laut Eigentümer                                       | Dreigeschossiger Drempelgeschossbau mit geblattetem Gefüge, baugeschichtliche Bedeutung und singulärer Wert, Langständerbau, Kiefernholz, Dendro vom 23. August 2013 bestätigt Datum 1767 wie bekannt durch Aussage des Eigentümers | 09304442 |
|                | Gasthof mit Saalanbau und Wappenstein              | Dreikretscham 12 (Karte)                | 18./19. Jahrhundert (Gasthof); bezeichnet mit 1702 (Wappen) | Am Gasthof Wappenstein mit Inschrift: „MDCCII FVG“, baugeschichtlich und ortsgeschichtlich von Bedeutung | 09252240 |
| Weitere Bilder | Östliches Müllerwohnhaus (Nr. 13) der Fischermühle | Dreikretscham 13 (Karte)                | 1. Hälfte 19. Jahrhundert                                   | Im Obergeschoss Fachwerk, baugeschichtlich und ortsgeschichtlich von Bedeutung. - Östliches Müllerwohnhaus: zweigeschossiger Baukörper mit hofseitigem Vorsprung und teilweise (im hinteren Teil) erhaltener Fachwerkkonstruktion im Obergeschoss (mit Verbretterung), im Stallteil mit schönen originalen Klostergewölben und Granitpfeilern, Krüppelwalmdach - Mahlhaus als dreigeschossiger massiver Putzbau mit verschiedenen Anbauten, Krüppelwalmdach und die Reste von ursprünglich technischer Ausstattung (1950er Jahre), Aufschrift an straßenseitigem Giebel 1930er Jahre. Streichung als Denkmal nach Objektbesichtigung, da teilweise baulich verändert und nicht von hohem historischen Aussagewert. Technische Ausstattung nicht komplett und vergleichsweise wenig wertvoll. - Nördliches Seitengebäude und Scheune: Ende 19. Jahrhundert/Anfang 20. Jahrhundert, ebenfalls nicht von erheblichem bauhistorischen Wert. - Östlich der Straße noch zwei weitere Seitengebäude: ein massiver Schuppen (ohne Nummer, Flurstück 32) mit Pultdach sowie ein eingeschossiges kleines massives Gebäude mit Satteldach (Nummer 14c, Flurstück 32), beide Gebäude keine Denkmale | 09254981 |
|                | Betkreuz                                           | Dreikretscham 16 (bei) (Karte)          | bezeichnet mit 1894                                         | Schmiedeeisernes Kruzifix auf profiliertem Granitsockel, regionalgeschichtlich von Bedeutung, Kreuz mit Darstellung Kreuzigung Christi, sorbische Inschrift | 09252241 |

## Dreistern
| Bild | Bezeichnung                                       | Lage                      | Datierung           | Beschreibung | ID       |
| ---- | ------------------------------------------------- | ------------------------- | ------------------- | --- | -------- |
|      | Gasthaus „Zum Dreistern“ (ohne östliche Anbauten) | Dreistern 15 (Karte)      | Bezeichnet mit 1826 | Als breitgelagerter massiver Putzbau mit Krüppelwalmdach von baugeschichtlicher, ortsbildprägender und verkehrshistorischer Bedeutung, Gebäude des Gasthauses hinsichtlich Kubatur und Proportionen weitgehend authentisch erhalten. Seitengebäude stark baulich verändert, deshalb nach Besichtigung am 13. März 2013 als Denkmal gestrichen.                                                        | 09251484 |
|      | Wohnhaus, ehemalige Schmiede                      | Dreistern 16 (Karte)      | Um 1800             | Putzbau mit Krüppel-Mansarddach mit Schopf, baugeschichtlich und verkehrsgeschichtlich von Bedeutung, zweigeschossiger, massiver Putzbau, Biberschwanzdeckung, Wand-Öffnung-Verhältnis weitgehend intakt | 09251460 |
|      | Verwalterwohnhaus eines Vorwerks                  | Dreistern 17, 17a (Karte) | Um 1805             | Langgestreckter Putzbau mit giebelbekröntem Mittelrisalit und Türmchen, hohes Mansardwalmdach mit Schopf, baugeschichtlich und ortsgeschichtlich von Bedeutung, doppelte Mittelbetonung: Mittelrisalit durch Dreiecksgiebel, weitere Mittelbetonung durch Dachform und hervorkragenden Baukörper, über Dreiecksgiebel Betonung durch Glockentürmchen, Mansarddach, langgestreckter, flacher Baukörper | 09251501 |

## Jannowitz
| Bild | Bezeichnung                                       | Lage                            | Datierung           | Beschreibung | ID       |
| ---- | ------------------------------------------------- | ------------------------------- | ------------------- | --- | -------- |
|      | Denkmal für die Gefallenen des Ersten Weltkrieges | Jannowitz 6 (gegenüber) (Karte) | Bezeichnet mit 1921 | Ortsgeschichtlich von Bedeutung, Inschrift: „Zu Ehren unserer gefallenen Helden // Měr Wam! [Friede euch!]“, bezeichnet mit 1. Mai 1921 | 09251316 |

## Kleinförstchen
| Bild           | Bezeichnung | Lage                                 | Datierung | Beschreibung | ID       |
| -------------- | --- | ------------------------------------ | --------- | --- | -------- |
| Weitere Bilder | Rittergut und Gutspark Kleinförstchen (Sachgesamtheit); sogenanntes Napoleonschlösschen                           | Kleinförstchen 1, 1a, 1e, 1h (Karte) | Um 1890   | Sachgesamtheit Rittergut Kleinförstchen mit folgenden Einzeldenkmalen: Herrenhaus (Nr. 1), westliches Wohnhaus und rechtwinklig angebautes winkliges Wirtschaftsgebäude, Hausnummer 1a, 1e, 1h (siehe auch Einzeldenkmalliste Obj. 09302745), der Gutspark westlich des Wirtschaftshofes und der Garten hinter dem Herrenhaus (Gartendenkmale) sowie westliches Wohn- und Wirtschaftsgebäude (Nr. 1a, 1e, 1h) als Sachgesamtheitsteil; Wohn- und Wirtschaftsgebäude vermutlich ehemaliges Verwalter- und Gesindewohnhaus, baugeschichtlich und ortsgeschichtlich von Bedeutung. Am ehemaligen Herrenhaus gelegener Vorgarten mit ehemaligem Rundbeet und Vorfahrt sowie rückseitiger Garten mit historischen Gehölzen, Parkteil hinter dem Wirtschaftshof als Landschaftspark mit Wasserführung des Nebenbaches des Langen Wassers, in der Bachaue entstand in Kolonisationszeit eine Wasserburg für einen deutschen Ritter, diese war Vorgänger für späteres Rittergut, von Wasserburg noch Hügel und Rest des Ringgrabens westlich des Wirtschaftshofes erhalten. 1443 als Besitzer Heinrich von Bolberitz bezeugt, später andere weit verbreitete Adelsgeschlechter dieser Landschaft (von Metzradt, von Gersdorff). Nach 1719 (Gut erstmals in bürgerlichem Besitz) Herrenhaus in heutiger schlichter barocker Form entstanden, Wirtschaftsgebäude beherbergten früher eine Brennerei, die ihren Rohspiritus bis 1945 an Weinbrennerei Wilthen lieferte. Namensgebung sogenanntes Napoleonschlösschen, weil am 18. und 19. Mai 1813 Napoleon hier sein Hauptquartier aufschlug, daher seitdem ein Eckraum im Obergeschoss als Napoleonzimmer bezeichnet. 1945 aus Rittergut zehn Neubauernhöfe gebildet. Herrenhaus dann Sitz des Rates der Gemeinde. | 09251499 |
| Weitere Bilder | Herrenhaus (Nr. 1), westliches Wohnhaus und rechtwinklig angebautes winkliges Wirtschaftsgebäude (Nr. 1a, 1e, 1h) | Kleinförstchen 1 (Karte)             | Um 1890   | Einzeldenkmale der Sachgesamtheit Rittergut Kleinförstchen (siehe auch Obj. 09251499); Herrenhaus repräsentativer zweigeschossiger barocker Bau; baugeschichtlich und ortsgeschichtlich von Bedeutung. - Herrenhaus (Nummer 1): glatte Schauseite mit neun Fensterachsen und Betonung durch Ecklisenen, gewalmtes Mansarddach, schlichte Sandsteinlaibungen mit Schlussstein, betonter Mittelrisalit mit Korbbogenportal und Dacherker mit Voluten und abschließendem Dreiecksgiebel, teilweise noch Linienstuck im Innern - Straßenbegleitendes Scheunengebäude: mit Durchfahrt von Straße zum Hof und darüberliegender Tenne (zum Hof zu offener Schauer mit originaler Granitsäule) - Abbruch 2017 mit Genehmigung: östliche Scheune mit Kumthalle und Durchfahrt, wird durch einen Neubau ergänzt (laut Landratsamt Bautzen, 03. Mai 2017) - rechtwinklig angebautes Stall-Scheunen-Gebäude: im westlich abgewinkelten Gebäudeflügel noch originale Gewölbe vorhanden, Gebäudeteil ist weitgehend authentisch erhalten und wichtiges strukturbildendes Element der Hofanlage - Parallel zum straßenbegleitenden Scheunengebäude platziertes Wohngebäude (Nummer 1a, 1e, 1h): zweigeschossiger massiver Putzbau mit Krüppelwalm und Schleppgaupen Repräsentativer zweigeschossiger Bau mit Mansardwalmdach, Anfang 18. Jahrhundert. Fassadengliederung durch Lisenen und schlichte Sandsteinlaibungen mit Schlussstein. Betonter Mittelrisalit mit Korbbogenportal und Dacherker mit Voluten und abschließendem Dreieckgiebel. | 09302745 |

## Kleinpraga
| Bild                                    | Bezeichnung                                  | Lage                 | Datierung           | Beschreibung | ID       |
| --------------------------------------- | -------------------------------------------- | -------------------- | ------------------- | --- | -------- |
| Direkt Bild zu diesem Denkmal hochladen | Wohnhaus und Auszugshaus eines Dreiseithofes | Kleinpraga 6 (Karte) | Bezeichnet mit 1865 | Einfache Putzfassaden, baugeschichtlich und wirtschaftsgeschichtlich von Bedeutung. Scheune: Naturstein, rundbogige Gewände, Abbruch 2011 festgestellt. | 09251420 |

## Kleinseitschen
| Bild                                    | Bezeichnung                                              | Lage                                                                | Datierung                                                                  | Beschreibung | ID       |
| --------------------------------------- | -------------------------------------------------------- | ------------------------------------------------------------------- | -------------------------------------------------------------------------- | --- | -------- |
| Weitere Bilder                          | Eisenbahnbrücke der Bahnstrecke Görlitz–Dresden          | (südlich von Kleinseitschen) (Karte)                                | 4. Viertel 19. Jahrhundert                                                 | Zweibogige Brücke aus Naturstein mit seitlichen gemauerten Wangen, führt über einen Weg und einen Fluss, baugeschichtlich und landschaftsgestaltend von Bedeutung; nach 2014 von der Denkmalliste gestrichen | 09303571 |
| Weitere Bilder                          | Wegestein                                                | (an der Straße nach Siebitz, vor dem Abzweig Drauschkowitz) (Karte) | 19. Jahrhundert                                                            | Verkehrsgeschichtlich von Bedeutung, Natursteinsäule mit flachpyramidalem Abschluss, Schaft mit starken Abfasungen                                                                                           | 09303838 |
| Direkt Bild zu diesem Denkmal hochladen | Südwestliches ehemaliges Wohnmühlengebäude (Gülde-Mühle) | Kleinseitschener Straße 8 (Karte)                                   | Bezeichnet mit 1724 (Müllerwohnhaus); bezeichnet mit 1843 (Müllerwohnhaus) | Obergeschoss Fachwerk, verkleidet, Krüppelwalmdach, baugeschichtlich und ortsgeschichtlich von Bedeutung, Biberschwanzdeckung, Wetterhahn mit Himmelsrichtungen und Datierung                                | 09250295 |
|                                         | Denkmal für die Gefallenen des Ersten Weltkrieges        | Schanzenweg, an der Straße nach Seitschen (Schanze) (Karte)         | Nach 1918                                                                  | Ortsgeschichtlich von Bedeutung | 09250296 |

## Leutwitz
| Bild                                    | Bezeichnung | Lage                                     | Datierung                                                                                             | Beschreibung | ID       |
| --------------------------------------- | --- | ---------------------------------------- | --- | --- | -------- |
|                                         | Wegestein | (Flurstück 20) (Karte)                   | 19. Jahrhundert                                                                                       | Verkehrsgeschichtlich von Bedeutung, Granitsäule, hoher Schaft mit abgefasten Kanten, darüber quadratischer Kopf mit pyramidalem Abschluss | 09251156 |
|                                         | Grenzstein | (an der Straße nach Großhänchen) (Karte) | 19. Jahrhundert                                                                                       | Flurstein, ortsgeschichtlich von Bedeutung | 09250861 |
| Direkt Bild zu diesem Denkmal hochladen | Wohnhaus, südliches Seitengebäude mit Oberlaube und nördliches Seitengebäude mit angebauter Scheune eines Vierseithofes | Leutwitz 1 (Karte)                       | Bezeichnet mit 1851 (Bauernhaus); bezeichnet mit 1846 (Seitengebäude); um 1850 (Seitengebäude)        | Wohnhaus repräsentativer Putzbau mit Mittelrisalit und vorgelagerter Freitreppe, baugeschichtlich und wirtschaftsgeschichtlich von Bedeutung - Wohnhaus: Mittelrisalit, Fenster im ersten Obergeschoss durch Bekrönungen betont, beidseitiger Treppenaufgang - Stall (im sorbischen Baustil): hervorkragendes erstes Obergeschoss verbrettert, originale Fenster, Gang, Schleppgaupe, Satteldach - Wohnhaus mit angebauter Scheune: Naturstein, Satteldach, rundbogige Holztore | 09250284 |
| Direkt Bild zu diesem Denkmal hochladen | Wohnhaus, westliches und östliches Seitengebäude sowie winklige Scheune eines Vierseithofes, mit Einfriedung            | Leutwitz 7 (Karte)                       | Um 1890/1900 (Bauernhaus); Mitte 19. Jahrhundert (Seitengebäude und Scheune); um 1900 (Seitengebäude) | Wohnhaus repräsentativer Putzbau mit Mittelrisalit mit Dreiecksgiebel und aufwändig gestalteten Fenstergewänden, davor schmiedeeiserne Einfriedung, baugeschichtlich und wirtschaftsgeschichtlich von Bedeutung, am Wohnhaus beidseitiger Treppenaufgang, reiche Fensterbekrönung mit Dreiecks- und Rundgiebel, originale Fenstergewände und Eingangstür, originale Fenster, rückseitig hölzernes Vorhaus                                                                       | 09250285 |
| Direkt Bild zu diesem Denkmal hochladen | Wohnstallhaus, Seitengebäude und Scheune eines Dreiseithofes                                                            | Leutwitz 8 (Karte)                       | Mitte 19. Jahrhundert (Wohnstallhaus); bezeichnet mit 1890 (Seitengebäude und Scheune)                | Wohnhaus Obergeschoss Fachwerk verbrettert, baugeschichtlich und wirtschaftsgeschichtlich von Bedeutung, Giebel verschiefert, Satteldach, Scheune aus Naturstein mit rundbogigem Holztor | 09250286 |
| Direkt Bild zu diesem Denkmal hochladen | Wohnhaus und Scheune eines Zweiseithofes                                                                                | Leutwitz 11 (Karte)                      | Um 1800                                                                                               | Wohnhaus Obergeschoss Fachwerk, baugeschichtlich und wirtschaftsgeschichtlich von Bedeutung, Giebel verbrettert, verbretterte Scheune | 09250289 |
| Direkt Bild zu diesem Denkmal hochladen | Wohnhaus mit Oberlaube, Seitengebäude und winklige Scheune eines Bauernhofes                                            | Leutwitz 12 (Karte)                      | Um 1800 (Bauernhaus); 2. Hälfte 19. Jahrhundert (Seitengebäude und Scheune)                           | Wohnhaus Obergeschoss Fachwerk verbrettert, baugeschichtlich und wirtschaftsgeschichtlich von Bedeutung, Satteldach, Mittelrisalit, große Scheune mit Satteldach und Schleppgaupen | 09250287 |
| Direkt Bild zu diesem Denkmal hochladen | Wohnhaus, nördliches Seitengebäude und Scheune eines Dreiseithofes (ehemaliges Richtergut)                              | Leutwitz 13 (Karte)                      | Um 1855 (Bauernhaus); Mitte 19. Jahrhundert (Seitengebäude); bezeichnet mit 1855 (Scheune)            | Wohnhaus Putzbau mit Walmdach, reich verziertes originales Türblatt, baugeschichtlich und ortsgeschichtlich von Bedeutung. - Wohnhaus: originale Eingangstür mit Oberlicht, originale Fenstergewände und Fenster, Sims über Erdgeschoss, Tafel über Eingang, bezeichnet im Türgewände mit „Peter Donath“ - nördliches Seitengebäude ruinös, Dach zusammengebrochen | 09250288 |
| Direkt Bild zu diesem Denkmal hochladen | Seitengebäude eines Bauernhofes                                                                                         | Leutwitz 18 (Karte)                      | 2. Hälfte 19. Jahrhundert                                                                             | Verputzter Bruchsteinbau, ortsbildprägend von Bedeutung. Südliches Seitengebäude: Abbruch 2011 festgestellt. | 09251264 |

## Muschelwitz
| Bild | Bezeichnung                                                                                        | Lage                                                                                               | Datierung | Beschreibung | ID       |
| ---- | -------------------------------------------------------------------------------------------------- | -------------------------------------------------------------------------------------------------- | --- | --- | -------- |
|      | Wegestein                                                                                          | (Ortsausgang Muschelwitz Richtung Löschau) (Karte)                                                 | 19. Jahrhundert | Verkehrsgeschichtlich von Bedeutung, Granitstele mit grob behauenem Schaft, geglättetem Kopf und flachpyramidalem Abschluss | 09303822 |
|      | Wohnstallhaus                                                                                      | Muschelwitz 2 (Karte)                                                                              | 1. Hälfte 19. Jahrhundert | Baugeschichtlich von Bedeutung, Erdgeschoss erneuert, erstes Obergeschoss Fachwerk mit Lehmausfachung, Satteldach, Giebel verbrettert, einfache Biberschwanzdeckung, Keller mit Tonnengewölbe | 09252247 |
|      | Wohnhaus, südöstliches und westliches Seitengebäude sowie südwestliche Scheune eines Vierseithofes | Muschelwitz 3, 3a (Karte)                                                                          | Um 1920 (Bauernhaus); bezeichnet mit 1877 (Seitengebäude); bezeichnet mit 1886 (Seitengebäude); bezeichnet mit 1894 (Scheune) | Wohnhaus zeittypischer Putzbau mit Walmdach, baugeschichtlich und wirtschaftsgeschichtlich von Bedeutung. - Wohnhaus: originale Holztüren, Treppenhaus, Fenster, Wandmalereien teilweise freigelegt, Parkett, Ofen, Fußbodenfliesen - Scheunen: unregelmäßige Baukörper, Schieferdeckung, Walmdach - Erstes Seitengebäude Naturstein, bezeichnet mit 1877 - Zweites Seitengebäude und Scheune verputzt, bezeichnet mit 1886 und bezeichnet mit 1894                                          | 09251518 |
|      | Wohnstallhaus                                                                                      | Muschelwitz 5 (Karte)                                                                              | Um 1820 | Baugeschichtlich und hausgeschichtlich von Bedeutung, Erdgeschoss und Rückseite verputzt, Sockel Bruchstein (erneuert), erstes Obergeschoss Straßenseite verbrettert, darunter vermutlich Fachwerk, originale Fenstergrößen im ersten Obergeschoss, Erdgeschoss Fenster sechssprossig, aber vergrößert, Satteldach mit einfacher Biberschwanzdachdeckung, am Haus Teile des Erdgeschosses des Langständergeschossbaus erhalten, daher gefügekundliche und dorfbauliche Bedeutung des Objekts | 09252251 |
|      | Kreuzstein und Denkmal für die Gefallenen des Zweiten Weltkrieges                                  | Muschelwitz 8a (vor) (Karte)                                                                       | 15. – 17. Jahrhundert (Steinkreuz); nach 1945 (Kriegerdenkmal)                                                                | Ortsgeschichtlich von Bedeutung. Mord- und Sühnekreuz: großer massiver Stein mit Kreuz und Messer bzw. eingeritzter Lanze. | 09254995 |
|      | Wohnstallhaus eines Dreiseithofes                                                                  | Muschelwitz 13 (Karte)                                                                             | Um 1800 | Obergeschoss Fachwerk, baugeschichtlich von Bedeutung, Datierung 1787 im Schlussstein eines verlorenen Torbogens | 09252250 |
|      | Wohnstallhaus                                                                                      | Muschelwitz 14 (Karte)                                                                             | Um 1790/1820 | Obergeschoss Fachwerk verbrettert, baugeschichtlich von Bedeutung, Wohnteil niedrig, Erdgeschoss verputzt, originale Fenstergrößen, erstes Obergeschoss verbrettert, Holzfenster original mit hölzerner Bekrönung, Stallteil Erdgeschoss und erstes Obergeschoss Fachwerk mit Lehmausfachung, Giebel verbrettert, Satteldach mit einfacher Biberschwanzdachdeckung | 09252248 |
|      | Schulgebäude                                                                                       | Muschelwitz 15 (Karte)                                                                             | Bezeichnet mit 1884 | Zeittypischer Putzbau mit Giebel bekröntem Seitenrisalit, baugeschichtlich und ortsgeschichtlich von Bedeutung | 09252051 |
|      | Wegestein                                                                                          | Muschelwitz 19 (vor), Kreuzung Straße von Prischwitz nach Sollschwitz, Abzweig Muschelwitz (Karte) | 19. Jahrhundert | Verkehrsgeschichtlich von Bedeutung, Wegestein befindet sich in der Hecke, schlichte Granitsäule mit pyramidalem Abschluss | 09303823 |
|      | Brunnenhaus                                                                                        | Muschelwitz 28 (Karte)                                                                             | Um 1900 | Kleiner Putzbau mit profiliertem Traufgesims, Mansarddach, kulturgeschichtlich und sozialgeschichtlich von Bedeutung | 09303854 |

## Nedaschütz
| Bild                                    | Bezeichnung                                                                                                 | Lage                         | Datierung                       | Beschreibung | ID       |
| --------------------------------------- | --- | ---------------------------- | ------------------------------- | --- | -------- |
|                                         | Herrenhaus (Nr. 1) und Wohn-Wirtschaftsgebäude (Nr. 1e, 1f) sowie zwei Pfeiler der historischen Einfriedung | Nedaschütz 1, 1e, 1f (Karte) | 17. Jahrhundert im Kern         | Herenhaus stattliches Gebäude mit mächtigem Mansardwalmdach, dreigeschossiger Mittelrisalit, Altan mit vier Säulen, bau- und ortsgeschichtlich von Bedeutung. Rittersitz schon um 1409, Haus eventuell 17. Jahrhundert, Veränderungen durch Architekt Rümmler, Dresden, 1918. Unterschiedlicher Umbaugrad der Nebengebäude, alle massiv, Krüppelwalmdach, das östliche Gebäude mit Mansarddach und Biberschwanz-Kronendeckung. Herrenhaus symmetrischer Baukörper, im Eingangsbereich Kreuzgewölbe, Säulen, erstes Obergeschoss Balkon mit Statuen (Putten), darunter Säulen, Mittelbetonung, Mansardgeschoss, Einfriedung bestehend aus Mauer und zwei Torpfeilern (Granit) mit originalen Kämpferplatten (Sandstein), Einfriedungsmauer im nordöstlichen Verlauf teilweise unterbrochen durch große zerstörte Bereiche. Stattliches zweigeschossiges Gebäude mit mächtigem Mansardwalmdach, 1. Drittel 18. Jahrhundert. Dreigeschossiger Mittelrisalit, der schöne Altan mit vier Säulen, auf der Balustrade zwei lebhafte Putten. Mehrere langgestreckte Wirtschaftsgebäude. | 09251423 |
| Direkt Bild zu diesem Denkmal hochladen | Wohnhaus | Nedaschütz 22 (Karte)        | Ende 18./Anfang 19. Jahrhundert | Obergeschoss Fachwerk verbrettert, baugeschichtlich von Bedeutung, Fassade leicht geneigt, unter Verbretterung vermutlich Fachwerk, spitzer Giebel, im Erdgeschoss kleine Fenster | 09251426 |
| Direkt Bild zu diesem Denkmal hochladen | Wohnstallhaus                                                                                               | Nedaschütz 24a (Karte)       | 1893                            | Obergeschoss Fachwerk verbrettert, baugeschichtlich von Bedeutung, Dreiecksbekrönung über originalen Fenstern, verbretterte Scheune Streichung 2011, kein ausreichender Denkmalwert | 09251425 |

## Oberförstchen
| Bild                                    | Bezeichnung                            | Lage                     | Datierung              | Beschreibung | ID       |
| --------------------------------------- | -------------------------------------- | ------------------------ | ---------------------- | --- | -------- |
| Direkt Bild zu diesem Denkmal hochladen | Ausgedinge eines Dreiseithofes         | Oberförstchen 19 (Karte) | Anfang 19. Jahrhundert | Obergeschoss Fachwerk verbrettert, baugeschichtlich und sozialgeschichtlich von Bedeutung, Krüppelwalmdach (Frackdach), oberer Teil verbrettert | 09251483 |
|                                         | Südliches Wohnhaus eines Dreiseithofes | Oberförstchen 23 (Karte) | Um 1890                | Obergeschoss Fachwerk verbrettert, baugeschichtlich von Bedeutung, Krüppelwalmdach mit Biberschwanzdeckung, originale Fenster                   | 09251500 |

## Paßditz
| Bild                                    | Bezeichnung                                                                   | Lage                                                                           | Datierung                                                        | Beschreibung | ID       |
| --------------------------------------- | ----------------------------------------------------------------------------- | ------------------------------------------------------------------------------ | ---------------------------------------------------------------- | --- | -------- |
|                                         | Betkreuz                                                                      | (am Feldrand) (Karte)                                                          | 1852                                                             | Kruzifix auf profiliertem Granitsockel, regionalgeschichtlich von Bedeutung, Granitsockel mit Kreuzigung Jesu, INRI | 09252253 |
|                                         | Wegestein                                                                     | (an der S 100 kurz vor dem Ortseingang Paßditz aus östlicher Richtung) (Karte) | 19. Jahrhundert                                                  | Verkehrsgeschichtlich von Bedeutung, Granitsäule, hoher Schaft mit abgefasten Kanten, darüber Kopf mit flachpyramidalem Abschluss | 09303834 |
|                                         | Wohnstallhaus und östliche Einfriedungsmauer eines Bauernhofes sowie Betkreuz | Paßditz 1 (Karte)                                                              | 18. Jahrhundert (Wohnstallhaus); bezeichnet mit 1866 (Betkreuz)  | Wohnstallhaus Obergeschoss Fachwerk verbrettert, Konstruktion und Aussehen des Bauernhauses erhalten, baugeschichtlich und regionalgeschichtlich von Bedeutung, Erdgeschoss massiv, intaktes Wand-Öffnung-Verhältnis, Satteldach, wahrscheinlich alter Dachstuhl | 09254979 |
| Weitere Bilder                          | Wohnhaus eines Vierseithofes und Betkreuz                                     | Paßditz 2 (Karte)                                                              | Bezeichnet mit 1908 (Bauernhaus); bezeichnet mit 1853 (Betkreuz) | Repräsentativer Putzbau mit gotisierendem Mittelrisalit in Klinker, baugeschichtlich und regionalgeschichtlich von Bedeutung. Zweigeschossiges Gebäude mit Mittelrisalit, vorwiegend Backsteinneogotik, symmetrische Fassadengliederung, Dreiecksgiebel über Mittelrisalit, Walmdach mit einfacher Biberschwanzdachdeckung, quer dazu von Dreiecksgiebel des Mittelrisalits zur Rückseite Satteldach, sechsstufiger Treppenaufgang, originale Tür mit Oberlicht, Fries über Portal, hoher Bruchsteinsockel, originale Fenstergrößen, Sandsteingewände, rückseitig Mittelrisalit, Backstein, erstes Obergeschoss über Fenstern mit Dreiecksbekrönung, neogotische Backsteinbögen, Betsäule: Granitsockel mit Kreuz und Kreuzigung. | 09252252 |
| Direkt Bild zu diesem Denkmal hochladen | Wohnhaus, Scheune und zwei Seitengebäude eines Vierseithofes                  | Paßditz 3 (Karte)                                                              | 2. Hälfte 19. Jahrhundert                                        | Regionaltypischer Bauernhof, in Aussehen und Struktur erhalten, Wohnhaus Putzbau mit Mittelrisalit und Walmdach, baugeschichtlich und wirtschaftsgeschichtlich von Bedeutung. Wohnhaus zweigeschossiger massiver Putzbau, Gurtgesims, Drempel, Walmdach, Reste von Fensterbekrönungen, Mittelrisalit, Seitengebäude ebenfalls massiv. | 09254980 |
|                                         | Betkreuz                                                                      | Paßditz 4 (bei) (Karte)                                                        | Bezeichnet mit 1927                                              | Regionalgeschichtlich von Bedeutung | 09250256 |

## Pietzschwitz
| Bild                                    | Bezeichnung | Lage                                                  | Datierung              | Beschreibung | ID       |
| --------------------------------------- | --- | ----------------------------------------------------- | ---------------------- | --- | -------- |
|                                         | Nördliche, westliche und südliche Wirtschaftsgebäude des ehemaligen Rittergutes, inklusive südliche Scheune an der Straße | Pietzschwitz 1, 1b, 1c, 1d, 1e, 1f, 1g, 1h, 2 (Karte) | Ab 18. Jahrhundert     | Baugeschichtlich und ortsgeschichtlich von Bedeutung, ein Gebäude bezeichnet mit 1861, Herrenhaus 1948 zerstört | 09254985 |
|                                         | Wohnhaus mit winkelförmigem Seitengebäude                                                                                 | Pietzschwitz 3 (Karte)                                | Um 1820                | Obergeschoss Fachwerk verkleidet, baugeschichtlich von Bedeutung, Erdgeschoss verputzt, erstes Obergeschoss Fachwerk, mit Lehmausfachung (weiß), nach originaler Vorlage sechssprossige Fenster, Satteldach am Giebel verbrettert, Schieferdeckung, mit rückwärtigem Anbau, Wohnhaus stand bis 2000 fälschlicherweise als Nummer 2 in der Denkmalliste | 09252360 |
|                                         | Wohnstallhaus mit Brunnen und Handschwengelpumpe                                                                          | Pietzschwitz 11 (Karte)                               | Anfang 19. Jahrhundert | Obergeschoss Fachwerk verputzt, baugeschichtlich von Bedeutung, möglicherweise ehemals im Erdgeschoss Umgebindekonstruktion | 09251325 |
|                                         | Wohnstallhaus | Pietzschwitz 14 (Karte)                               | Anfang 19. Jahrhundert | Obergeschoss Fachwerk, möglicherweise ehemals Umgebindehaus, baugeschichtlich von Bedeutung, im Erdgeschoss sind einige Fensteröffnungen vergrößert | 09251332 |
| Direkt Bild zu diesem Denkmal hochladen | Wohnhaus | Pietzschwitz 15 (Karte)                               | Um 1820                | Obergeschoss Fachwerk, baugeschichtlich von Bedeutung, originale Fenstergrößen, Satteldach | 09252359 |
| Direkt Bild zu diesem Denkmal hochladen | Wohnhaus | Pietzschwitz 16 (Karte)                               | Anfang 19. Jahrhundert | Obergeschoss Fachwerk mit Kreuzstreben, wahrscheinlich ehemaliges Umgebindehaus, baugeschichtlich von Bedeutung, im Erdgeschoss sind einige Fensteröffnungen vergrößert | 09251352 |

## Prischwitz
| Bild                                    | Bezeichnung                                                            | Lage                                           | Datierung                 | Beschreibung | ID       |
| --------------------------------------- | ---------------------------------------------------------------------- | ---------------------------------------------- | ------------------------- | --- | -------- |
|                                         | Wegestein und Grenzstein                                               | Prischwitz, am Dorfplatz (Karte)               | 19. Jahrhundert           | Verkehrsgeschichtlich von Bedeutung. - Wegestein: Granitsäule mit quadratischem Sockel, darüber schmalerer Schaft mit abgefasten Kanten sowie breiterer Säulenkopf mit flachpyramidalem Abschluss - Grenzstein: Granitstein auf rechteckigem Grundriss, mit flachem, dachartigem Abschluss | 09252365 |
|                                         | Luthereiche mit Gedenkstein                                            | Prischwitz, auf dem Dorfplatz (Karte)          | 1933 (Gedenkstein)        | Zum Gedenken an den 450jährigen Geburtstag des Reformators Martin Luther gepflanzte Stiel-Eiche, personengeschichtlich, kulturgeschichtlich und ortsgeschichtlich von Bedeutung. Inschrift: „Dr. Martin Luther, 10. Nov. 1883/10. Nov. 1933“. Luthereichen wurden zum Gedenken an die Person Martin Luthers bzw. das Wirken des Reformators gepflanzt. Bekanntestes Beispiel ist die Luthereiche in der Lutherstadt Wittenberg, an deren Standort Luther 1520 sein Exemplar der päpstlichen Bannandrohungsbulle Exsurge Domine verbrannte. Im Jahr 1883 wurden anlässlich des 400. Geburtstags von Martin Luther in vielen, in der Regel mehrheitlich evangelisch-lutherischen Orten Luthereichen gepflanzt. Diese Bäume stehen zumeist auf Plätzen vor Kirchen oder sonstigen zentral gelegenen Standorten. Zur Pflanzung weiterer Luthereichen kam es im Jahre 1917 anlässlich des 400-jährigen Jubiläums der Reformation und 1933 zum 450. Geburtstag Martin Luthers. Die Anlage in Prischwitz, aus Eiche und Gedenkstein bestehend, erinnert an Luther selbst, an ein 1933 weit verbreitetes und kirchlich/religiös bedeutsames Gedenken sowie an ein für den Ort Prischwitz wichtiges Ereignis. Sie ist somit personengeschichtlich, kulturgeschichtlich und ortsgeschichtlich bedeutend. | 09252364 |
|                                         | Zweibogenbrücke über das Schwarzwasser                                 | Prischwitz (Karte)                             | 19. Jahrhundert           | Baugeschichtlich von Bedeutung, Natursteingewölbebrücke mit zwei bogenförmigen Flussöffnungen, Pfeiler stromaufwärts mit leicht vorspringendem, dreiecksförmigem Pfeilervorbau, Sanierung 1995/1996 im Zuge des Ausbaus der Ortsdurchfahrt, dabei erhielt die Gewölbebrücke einen Stahlbetonüberbau (lastverteilende Stahlbetonplatte) und seitlich „angehängte“ Gehwege, damit Veränderung des seitlichen Flügelmauerwerks einhergehend, ebenso Nachverfugung des Bestandsmauerwerks, das Mauerwerk der restlichen Gewölbe- und Ansichtsflächen mitsamt Brüstung blieb erhalten | 09251309 |
|                                         | Kursächsische Postmeilensäulen (Sachgesamtheit), Postmeilensäule       | (ca. 200 m östlich der Autobahnbrücke) (Karte) | Bezeichnet mit 1725       | Viertelmeilenstein bezeichnet mit 1725, mit der Reihennummer 73 aus Granit, verkehrsgeschichtlich von Bedeutung. Der Stein wurde 1935 wegen Straßenumbauarbeiten versetzt. Im Jahre 1722 begann man im Kurfürstentum Sachsen mit der Aufstellung der Kursächsischen Postmeilensäulen. Kurfürst Friedrich August I. wollte hierdurch ein zeitgemäßes Verkehrs- und Transportleitsystem im Kurfürstentum aufbauen, um Handel und Wirtschaft zu fördern. Er beauftragte mit Generalvollmacht Magister Adam Friedrich Zürner (1679–1742) mit der Durchführung. Das System der Postmeilensäulen umfasste Distanzsäulen, Viertelmeilensteine, Halb- und Ganzmeilensäulen. Die Distanzsäulen sollten in den Städten vor den Stadttoren, später nur auf den Marktplätzen aufgestellt werden. Entlang der Poststraßen wurden Viertelmeilensteine, Halb- und Ganzmeilensäulen aufgestellt. Sie erhielten eine fortlaufende Nummerierung (Reihennummer), beginnend vom Anfang der Vermessung. Die Ganzmeilensäulen wurden außerhalb der Städte an den Poststraßen im Abstand von 1 Meile (= 9,062 km) aufgestellt. Die Distanzsäulen waren mit dem Monogramm „AR“ für „Augustus Rex“, dem kursächsisch und polnisch-litauischen Doppelwappen sowie der polnischen Königskrone gekennzeichnet. Die Ganzmeilen-, Halbmeilensäulen und Viertelmeilensteine waren alle ähnlich beschriftet, alle trugen kein Wappen, aber das Monogramm „AR“. Die Entfernungsangaben erfolgten in Wegestunden (1 Stunde= ½ Postmeile = 4,531 km). Dieses Meilensystem war das erste europäische Verkehrsleitsystem. Der hier betrachteten Säule kommt als Teil des überregional bedeutenden Postwegesystems eine hohe verkehrsgeschichtliche Bedeutung zu. | 09304935 |
|                                         | Wohnhaus                                                               | Prischwitz 1 (Karte)                           | Bezeichnet mit 1826       | Stattlicher, breitgelagerter Putzbau mit Krüppelwalmdach an straßenbildprägender Stelle, im Keller Backofen, baugeschichtlich von Bedeutung, zweigeschossiger massiver Putzbau mit Portalen und alten Türblättern in den Mittelachsen der Breitseiten | 09251312 |
|                                         | Wohnhaus eines Bauernhofes                                             | Prischwitz 4 (Karte)                           | Nach 1800                 | Breitgelagerter Putzbau mit Krüppelwalmdach mit Schieferdeckung, ursprünglich erhalten, baugeschichtlich und straßenbildprägend von Bedeutung, zweigeschossiger massiver Putzbau, Fenstergewände, zwei Türgewände, Fenster im Denkmalsinne erneuert | 09254984 |
|                                         | Wohnstallhaus                                                          | Prischwitz 5 (Karte)                           | Um 1820                   | Obergeschoss Fachwerk, baugeschichtlich von Bedeutung, Erdgeschoss massiv, niedrige einfache Eingangstür, Granitgewände, Obergeschoss verbrettert, originale sechssprossige Fenster, hölzerne Fenstergewände, Satteldach mit einfacher Biberschwanzdeckung | 09252362 |
| Direkt Bild zu diesem Denkmal hochladen | Wohnhaus, zwei Seitengebäude und nördliche Scheune eines Vierseithofes | Prischwitz 6 (Karte)                           | 2. Hälfte 19. Jahrhundert | Großer, regionaltypischer Bauernhof, sehr gut im ursprünglichen Aussehen wieder hergestellt, baugeschichtlich und wirtschaftsgeschichtlich von Bedeutung, zweigeschossiger massiver Putzbau mit Drempel, Walmdach, Putzgesims, altes Türblatt, drei massive Seitengebäude | 09254982 |
| Weitere Bilder                          | Mühlengebäude mit Wohnhaus und über Eck gebaute Scheune                | Prischwitz 8 (Karte)                           | 1915 nach Brand           | Wenig Technik vorhanden, Mühlengebäude mit einfacher Fassadengliederung, Mansarddach mit langem Dachhecht, baugeschichtlich, technikgeschichtlich und ortsgeschichtlich von Bedeutung. Massives, verputztes Gebäude mit symmetrischer einfacher Fassadengliederung, runder Eckerker im Erdgeschoss mit Putzreliefierung, Mansardgeschoss, großes Mansarddach mit Schieferdeckung. Technik: ehemalige Radkammer, Mischmaschine mit liegender Welle, alter Schleifblock, Mahlgang mit automatischer Zuführung. | 09252363 |
| Direkt Bild zu diesem Denkmal hochladen | Seitengebäude, heute Wohnhaus                                          | Prischwitz 11 (Karte)                          | Wahrscheinlich vor 1850   | Heute Wohnhaus, Feldsteinmauerwerk, Kernbestandteil der Ortsstruktur, baugeschichtlich von Bedeutung, zweigeschossig, intaktes Wand-Öffnung-Verhältnis, Fenster nicht im Denkmalsinne erneuert, Krüppelwalmdach (keine denkmalgerechte Deckung) | 09254983 |

## Seitschen
| Bild                                    | Bezeichnung | Lage                                                                                 | Datierung | Beschreibung | ID       |
| --------------------------------------- | --- | ------------------------------------------------------------------------------------ | --- | --- | -------- |
|                                         | Bogenbrücke über das Lange Wasser                                                                                                 | (am Nordausgang der Skala) (Karte)                                                   | 19. Jahrhundert | Baugeschichtlich von Bedeutung, einbogige Straßenbrücke aus Granit, mit zwei Schlusssteinen auf der Oberstromseite: im Bogen bezeichnet mit „R. S. 1880“, im Sichtmauerwerk seitlich Schlussstein des Vorgängerbauwerks bezeichnet mit „1788 GEvO“ | 09250701 |
| Weitere Bilder                          | Wegestein | (vor Ortseinfahrt Seitschen) (Karte)                                                 | Um 1850 | Verkehrsgeschichtlich von Bedeutung, Natursteinstele, Schaft mit abgefasten Kanten, darüber Säulenkopf dachartig abschließend | 09250278 |
|                                         | Straßenbrücke über die Bahnstrecke Görlitz–Dresden                                                                                | K 115, km 1,670 (Brückenbauwerk 1) zwischen Gaußig und Zockau (Karte)                | Ca. 1845; 1954 originalgetreuer Wiederaufbau | Segmentbogengewölbe, Quadermauerwerk mit seitlichen gemauerten Wangen, eindrucksvolles Denkmal der frühen Eisenbahngeschichte, baugeschichtlich und technikgeschichtlich von Bedeutung. Nach Sprengung 1945 erst 1954 im gleichen Stil und mit dem gleichen Material wieder aufgeführt, Brücke aus zwickelfreiem Granitmauerwerk in Zementmörtel, teilweise Granitquadermauerwerk, Stützmauern beidseitig, ursprünglich mit gemauerter Brüstung, Widerlager mit Gesims leicht unterhalb der Kämpferlinie, darüber hinaus keine ausgeprägten Schmuckelemente, vergleiche original erhaltene Bogenbrücke gleicher Gestaltung: Objekt 09251435. | 09254341 |
|                                         | Villa und Villengarten | Bahnhofstraße 1 (Karte)                                                              | 1910/1915 | Villa im Reformstil der Zeit um 1910 errichtet, baugeschichtlich von Bedeutung, Mansardgeschoss (zum Teil ausgebaut) mit Balkon, Walmdach, Biberschwanzdeckung, Putzgliederung und Putzgestaltung an Fenstern im Erdgeschoss, originale Fenster und Eingangstür, Erker | 09250291 |
| Direkt Bild zu diesem Denkmal hochladen | Villa mit Zaunsäulen | Bahnhofstraße 3 (Karte)                                                              | Bezeichnet mit 1895 | Späthistoristischer Putzbau, baugeschichtlich von Bedeutung, einetagig, Mansarddach mit Schieferdeckung, Veranda, darüber Balkon (Wappen), dreibogiges Fenster, seitlicher Treppenaufgang mit schmiedeeiserner Überdachung und Geländer | 09250290 |
| Weitere Bilder                          | Wohnhaus und südliches Transformatorenhäuschen                                                                                    | Bahnhofstraße 6 (Karte)                                                              | Um 1900 | Wohnhaus ehemalige Alte Post, zeittypischer Putzbau, baugeschichtlich und ortsgeschichtlich von Bedeutung. Im Erdgeschoss große Fenster mit rundbogiger, schlusssteinartiger Bekrönung, Mittelbetonung durch spitzen Dreiecksgiebel und Dreierfenster, Putzquaderung, Putzrelief. Nebengebäude: eingeschossiger Baukörper mit profiliertem Traufgesims, Mansarddach mit Biberschwanzdeckung, Lüftungskreuze und schmale Schlitze im Giebel, Verbindung von Funktion und Dekor. | 09250292 |
| Weitere Bilder                          | Empfangsgebäude mit angebauter Bahnsteighalle (Bahnhof Seitschen)                                                                 | Bahnhofstraße 12 (Karte)                                                             | Um 1880 | Putzbau mit flachem Satteldach, überdachte Bahnsteighalle mit gusseisernen Säulen, weitgehend authentisch erhalten, eisenbahngeschichtlich und ortsgeschichtlich von Bedeutung, schlichter zweigeschossiger Baukörper mit umlaufendem, profiliertem Gesims zwischen Erdgeschoss und Obergeschoss, flache Dachneigung des Satteldaches, weiter Dachüberstand zum Teil originale Fenster und Türen, zum Teil Sandsteingewände | 09302879 |
| Weitere Bilder                          | Wegestein | Hauptstraße, Straße von Seitschen nach Gaußig (Kreuzung Brösang nach Zockau) (Karte) | 1. Hälfte 19. Jahrhundert | Verkehrsgeschichtlich von Bedeutung, aus Granit, stand bis 2011 irrtümlich unter Doberschau-Gaußig in der Denkmalliste | 09303442 |
|                                         | Gedenkstein | Hauptstraße, in Richtung Bahnhof (Karte)                                             | 1903 | In Form eines Kreuzes mit den Initialen R.v.W.J., ortsgeschichtlich von Bedeutung, Gedenken an einen Fahrradunfall des Gutsbesitzer-Sohnes | 09250744 |
| Weitere Bilder                          | Wohnhaus (Umgebinde) mit rückwärtigem Anbau                                                                                       | Hauptstraße 9 (Karte)                                                                | Um 1800/1820 | Wohnhaus Obergeschoss Fachwerk verbrettert, baugeschichtlich von Bedeutung, originaler Zustand, erstes Obergeschoss und Giebel verbrettert, Krüppelwalmdach, hölzerne Fenstergewände, Lehmausfachung auf Rückseite (Fachwerk im ersten Obergeschoss), rückwärtige Giebelseite Fachwerk, Lehm, Abbruch der Scheune 2011 festgestellt | 09250271 |
|                                         | Wohnhaus mit südlich angrenzendem Eingangshäuschen und gegenüber liegende Scheune                                                 | Hauptstraße 20 (Karte)                                                               | 1773 (Wohnhaus); 1912 (Scheune) | Ehemaliger Gasthof, Obergeschoss Fachwerk verbrettert, Eingangshäuschen führte zum ehemaligen Tanzsaal, baugeschichtlich und ortsgeschichtlich von Bedeutung, Satteldach, Fledermausgaupen, Obergeschoss verbrettert, Fensterbekrönung aus Holz, originale Haustür (Dreiecksgiebel), Scheune mit Krüppelwalm, Saal ungefähr 1980 abgerissen (laut Aussage des Eigentümers), vom ehemaligen Tanzsaal nur noch Eingangsbereich mit originalem Bogen erhalten | 09250276 |
| Direkt Bild zu diesem Denkmal hochladen | Wohnhaus, ehemalige Schmiede | Hauptstraße 22 (Karte)                                                               | 1773 | Ehemalige Schmiede, Obergeschoss Fachwerk verputzt, zum Teil verschalt, baugeschichtlich und ortsgeschichtlich von Bedeutung, Winkelbau mit Krüppelwalmdach | 09250277 |
| Weitere Bilder                          | Wegestein | Hauptstraße 22 (bei) (Karte)                                                         | Um 1850 | Verkehrsgeschichtlich von Bedeutung. Anmerkung außerhalb der offiziellen Liste: es ist seit dem Zeitraum von 2017 bis 2022 nur noch der untere Schaft des Steines vorhanden. | 09250275 |
| Direkt Bild zu diesem Denkmal hochladen | Rittergut und Gutspark Seitschen (Sachgesamtheit)                                                                                 | Rittergut 1, 2, 3, 4, 5 (Karte)                                                      | 2. Hälfte 18. Jahrhundert; 1. Hälfte 19. Jahrhundert (Umbau); um 1860/1880 (Erbauung Gutspark)                                                     | Sachgesamtheit Rittergut Seitschen mit folgenden Einzeldenkmalen: Herrenhaus (Nr. 1), ein Wohn- und Verwalterhaus (Nr. 2), zwei Wohn- und Wirtschaftsgebäude (Nr. 3, 4) und zwei Scheunen (Nr. 5) (siehe Obj. 09302746) sowie der nördliche Gutspark (Gartendenkmal); Anlage des Herrenhauses auf den Resten einer ehemaligen Wasserburg ruhend, baugeschichtlich und ortsgeschichtlich von Bedeutung. Park nördlich des Herrenhauses auf den Resten einer ehemaligen Wasserburg angelegt. | 09250274 |
|                                         | Herrenhaus (Nr. 1), ein Wohn- und Verwalterhaus (Nr. 2), zwei Wohn- und Wirtschaftsgebäude (Nr. 3, 4) sowie zwei Scheunen (Nr. 5) | Rittergut 1, 2, 3, 4, 5 (Karte)                                                      | 2. Hälfte 18. Jahrhundert (Herrenhaus); Anfang 19. Jahrhundert (Wirtschaftsgebäude und Gutsverwalterhaus); 1. Hälfte 19. Jahrhundert (Gutsscheune) | Einzeldenkmale der Sachgesamtheit Rittergut Seitschen (siehe auch Obj. 09250274); Herrenhaus mit schlichter gründerzeitlicher Putzfassade, baugeschichtlich und ortsgeschichtlich von Bedeutung. - Herrenhaus: zweigeschossiger Baukörper mit symmetrischer Fassadenausbildung und flachgeneigtem Walmdach, rückseitige Front noch mit Fensterläden und Freitreppe erhalten, umlaufendes profiliertes Trauf- und Gurtgesims, Giebel- und rückseitig liegende Fensteröffnungen im Drempel, heute Wohnnutzung - Wohn- und Verwalterhaus (ohne Anbau): zweigeschossiger Baukörper von hohem Authentizitätsgrad mit Krüppelwalmdach, einer Hechtgaupe und einer Fledermausgaupe, im Obergeschoss noch originale Fenster - Wohn- und Wirtschaftsgebäude Nr. 3: zweigeschossiger Baukörper mit Krüppelwalmdach, im Wohnteil kleine Treppe zum Hauseingang und originale (wandbündige) Fenster im Obergeschoss, im hinteren (Wirtschafts-)teil zwei große flachbogige Türöffnungen und zwei Schüttluken im Obergeschoss, weiterhin Stalltür und Stallfenster - Wohn- und Wirtschaftsgebäude Nr. 4 (Wohn-, Stall- und Scheunengebäude): mit weitgehend authentischem Erscheinungsbild, mit Walmdach, dieses von langgezogenem Dachhecht und drei Fledermausgaupen hofseitig belichtet, mit Uhrturm-Aufsatz (hölzerne Haube, ruinös), Obergeschoss vermutlich Fachwerk, verputzt, Fenster (wandbündig) original erhalten, eine flachbogige Türöffnung erhalten, eine ehemalige Türöffnung zugesetzt, rückseitig Obergeschoss Fachwerk, verbrettert, Bruchsteinmauerwerk, Stützpfeiler - Scheune Nr. 5: Krüppelwalmdach - Scheune: rechtwinklig an Nummer 5 angebaut, parallel zur Straße und zum Herrenhaus ausgerichtet, Krüppelwalmdach Insgesamt recht desolater Bauzustand, aber Anlage in ihrer Struktur nahezu unverändert erhalten. | 09302746 |

## Semmichau
| Bild           | Bezeichnung                                                                                | Lage                   | Datierung                                           | Beschreibung | ID       |
| -------------- | ------------------------------------------------------------------------------------------ | ---------------------- | --------------------------------------------------- | --- | -------- |
| Weitere Bilder | Herrenhaus, Wohn- und Wirtschaftsgebäude sowie Einfriedung mit Toreinfahrt des Rittergutes | Semmichau 2, 3 (Karte) | Um 1850 (Herrenhaus); 19. Jahrhundert (Gesindehaus) | Herrenhaus mit Putzgliederung, flacher Mittelrisalit mit geschweiftem Giebel und Dreiecksbekrönung, baugeschichtlich und ortsgeschichtlich von Bedeutung. - Herrenhaus: Putzgliederung und -quaderung, Mittelbetonung durch geschweiften Giebel mit Dreiecksbekrönung, Horizontalgliederung, Treppenaufgang auf Terrasse, altes Holztreppengeländer im Haus, rundbogige Türbekrönung über Haupteingang, Dreiecksfenster mit turmartiger Bekrönung - Wohn- und Wirtschaftsgebäude (eventuell Gesindehaus): zweigeschossiger massiver Putzbau, Granitgewände, originale Kastenfenster | 09250252 |

## Siebitz
| Bild | Bezeichnung                                                                                      | Lage                                                                      | Datierung           | Beschreibung | ID       |
| ---- | ------------------------------------------------------------------------------------------------ | ------------------------------------------------------------------------- | ------------------- | --- | -------- |
|      | Straßenbrücke über die Bahnstrecke Görlitz–Dresden                                               | (an der Grenze zum Ortsteil Drauschkowitz, bei Zur Wasserburg 23) (Karte) | 1845/1846           | Originaler Zustand, wichtiges Zeugnis der frühen Eisenbahngeschichte in Sachsen und Deutschland, baugeschichtlich und technikgeschichtlich von Bedeutung. Segmentbogengewölbe, Quadermauerwerk mit Geländer (Natursteinpfeiler mit durchgestecktem Holm) und seitlichen gemauerten Wangen, Gesims leicht unterhalb der Kämpferlinie an den Widerlagern, keine weiteren Schmuckelemente | 09251435 |
|      | Wohnstallhaus (Umgebinde), Scheune, hölzerne Pumpe und östliche Einfriedung mit originalen Toren | Siebitz 3 (Karte)                                                         | Bezeichnet mit 1818 | Wohnhaus Obergeschoss und Giebel Fachwerk, baugeschichtlich und wirtschaftsgeschichtlich von Bedeutung, asymmetrischer Baukörper, teilweise Umgebinde im Erdgeschoss, originale rundbogige Türgewände mit Datierung und Initialen (W), Fenster vorwiegend original, rückseitig Werkstattanbau, doppelte Biberschwanzdeckung                                                            | 09250299 |
|      | Wohnhaus eines Dreiseithofes                                                                     | Siebitz 6 (Karte)                                                         | Um 1880             | Obergeschoss teilweise Fachwerk, zum Teil verbrettert, baugeschichtlich von Bedeutung, Satteldach, vorwiegend originale Fenster, kleiner Innenhof | 09250298 |
|      | Wohnhaus (Umgebinde)                                                                             | Siebitz 14 (Karte)                                                        | Um 1820/1850        | Eingeschossig mit Dachausbau, baugeschichtlich und sozialgeschichtlich von Bedeutung, Satteldach, Giebel verbrettert, hervorkragendes erstes Obergeschoss, kleine, originale Fenster über Eingangstür | 09250297 |

## Sollschwitz
| Bild                                    | Bezeichnung                                                                             | Lage                                                         | Datierung                                                 | Beschreibung | ID       |
| --------------------------------------- | --------------------------------------------------------------------------------------- | ------------------------------------------------------------ | --------------------------------------------------------- | --- | -------- |
| Direkt Bild zu diesem Denkmal hochladen | Wegestein                                                                               | (Gemarkung Sollschwitz, Flurstück 280/1) (Karte)             | 19. Jahrhundert                                           | Verkehrshistorisch von Bedeutung | 09252301 |
|                                         | Wegestein                                                                               | (Ortsausgang Dreikretscham, Ortseingang Sollschwitz) (Karte) | 19. Jahrhundert                                           | Verkehrsgeschichtlich von Bedeutung, Granit, über schmalem Schaft mit abgefasten Kanten breiteres Kopfstück mit pyramidalem Abschluss | 09252242 |
| Weitere Bilder                          | Herrenhaus, Torhaus und Reste der Einfriedung sowie Gutspark des ehemaligen Rittergutes | Sollschwitz 1a (Karte)                                       | 1934 Wiederaufbau nach Brand (Herrenhaus); 1833 (Torhaus) | Herrenhaus breitgelagerter Putzbau mit Mansardwalmdach, baugeschichtlich und ortsgeschichtlich von Bedeutung. - Herrenhaus: Mittelrisalit, großes Portal mit Schlussstein, symmetrische Fassadengliederung, Eckbetonung durch Putzquaderung, Mansarddach, symmetrisch angeordnete Giebelfenster mit Überdachung, einfache Biberschwanzdachdeckung, als Kulturhaus später genutzt - Einfriedung: Bruchsteinmauerwerk - Torhaus: zweistöckiges Gebäude, Mittelbetonung durch großes rundbogiges Holztor, darüber symmetrisch angeordnete viersprossige Fenster, hölzerne Fensterläden, Satteldach mit einfacher Biberschwanzdachdeckung, mittig hölzerner Glockenturm mit Verzierungen, Uhr, spitzes Kupferdach mit Kugelabschluss, darüber Wetterfahne mit Sternenabschluss | 09252246 |
| Direkt Bild zu diesem Denkmal hochladen | Wohnstallhaus (Umgebinde)                                                               | Sollschwitz 12 (Karte)                                       | Um 1800                                                   | Obergeschoss Fachwerk, baugeschichtlich von Bedeutung, Erdgeschoss Umgebinde links 2/2/- Joche, Obergeschoss originale Fenstergrößen, Fachwerk, Lehmausfachung, Satteldach, am Giebel verbrettert, Schieferdeckung | 09252244 |
| Direkt Bild zu diesem Denkmal hochladen | Wohnstallhaus                                                                           | Sollschwitz 15 (Karte)                                       | Um 1820/1850                                              | Obergeschoss Fachwerk verbrettert, baugeschichtlich von Bedeutung, Erdgeschoss verputzt, originale Fenstergrößen, erstes Obergeschoss und Giebel verbrettert (Fenster im Wesentlichen original), Satteldach mit einfacher Biberschwanzdachdeckung, zur Straßenseite Verbretterung mit Verzierungen | 09252243 |
| Weitere Bilder                          | Brücke über das Hoyerswerdaer Schwarzwasser                                             | Sollschwitz 15 (bei) (Karte)                                 | 19. Jahrhundert                                           | Vierbogige Granitbrücke, baugeschichtlich von Bedeutung, Brücke 1991 sowie 2016 nach Hochwasserschäden aus 2013 instand gesetzt | 09250269 |

## Spittwitz
| Bild                                    | Bezeichnung | Lage                             | Datierung                                                                                           | Beschreibung | ID       |
| --------------------------------------- | --- | -------------------------------- | --------------------------------------------------------------------------------------------------- | --- | -------- |
|                                         | Brücke über das Hoyerswerdaer Schwarzwasser | (Flurstück 29) (Karte)           | Bezeichnet mit 1714                                                                                 | Einbogige Natursteingewölbebrücke, baugeschichtlich von Bedeutung, kleine, gewölbte Brücke aus Naturstein, bezeichnet mit „1714 – O.E.“ | 09251409 |
| Direkt Bild zu diesem Denkmal hochladen | Wohnhaus mit winkligem Seitengebäude | Bischofswerdaer Straße 1 (Karte) | Bezeichnet mit 1906                                                                                 | Wohnhaus Putzbau, baugeschichtlich und wirtschaftsgeschichtlich von Bedeutung, Mittelbetonung durch Giebel mit seitlicher und oberer Bekrönung, Schieferdach (altdeutsche Deckung), Betonung des ersten Obergeschosses durch Fenstergewände, originale Eingangstür mit zweiseitigem Treppenaufgang | 09251418 |
| Direkt Bild zu diesem Denkmal hochladen | Wohnhaus mit Werkstatt und Nebengebäude | Bischofswerdaer Straße 3 (Karte) | Um 1820                                                                                             | Einfacher Putzbau mit Mansarddach, baugeschichtlich von Bedeutung, rechtwinkliger Grundriss, Nebengebäude (Holz) | 09251419 |
| Weitere Bilder                          | Gasthaus „Rätze-Mühle“ und Scheune | Bischofswerdaer Straße 4 (Karte) | Um 1850                                                                                             | Gasthaus Obergeschoss Fachwerk verbrettert, Scheune Obergeschoss Fachwerk, baugeschichtlich und ortsgeschichtlich von Bedeutung. - Gasthof und Wohnhaus: Fachwerk, Obergeschoss verbrettert, originale Fenster, dreieckige Spitzgaupen, Spitzdach, originale Dreiecksbekrönung, eine Giebelseite verbrettert, Fachwerk Hofseite verbrettert, rückseitig flacher Anbau - Scheune: Fachwerk, originale Fenster, Fledermausgaupen, Krüppelwalm, Mühlstein an der Scheune | 09251405 |
| Weitere Bilder                          | Handrikmühle, Mühlenanwesen mit Wohnhaus mit angebautem Nebengebäude, winkligen Scheunen im Süden und zwei Nebengebäuden sowie Einfriedung mit Torsäulen und Tor | Einnahmeweg 2 (Karte)            | Womöglich ab 17. Jahrhundert (Mühle); bezeichnet mit 1841 (Wohnhaus); bezeichnet mit 1865 (Scheune) | Baugeschichtlich und ortsgeschichtlich von Bedeutung. 1841 Wohnhaus mit Mittelbetonung durch Dreiecksgiebel mit halbrundem Fenster, Holzornamentik, Dach mit Fledermausgaupen, bezeichnet mit „1841 – J.H.“, Scheunen und Nebengebäude: Naturstein, Holztore, Krüppelwalmdach, Fledermausgaupen, eine Scheune bezeichnet mit „1865 – P.K.“, Anwesen stand bis 2000 unter Spittwitz 11 in Denkmalliste.                                                                | 09251407 |
| Direkt Bild zu diesem Denkmal hochladen | Wohnhaus eines ehemaligen Vierseithofes | Einnahmeweg 4 (Karte)            | Ende 19. Jahrhundert                                                                                | Zeittypischer Putzbau mit übergiebeltem Mittelrisalit und verhältnismäßig aufwändigem Dekor, baugeschichtlich und ortsbildprägend von Bedeutung, zweigeschossig, massiver Putzbau, Drempel, Sandstein-Fenstergewände, zur Hofseite aufwendig dekoriert | 09254994 |
| Weitere Bilder                          | Köhlermühle (Skalmühle) mit Wohnmühlenhaus, Mühlentechnik und Nebengebäude                                                                                       | Skalenring 2 (Karte)             | Um 1820                                                                                             | Alte Ortslage Skala, baugeschichtlich und technikgeschichtlich von Bedeutung, Naturstein, überdachter Eingangsbereich mit Holzornamenten, Spitzdach | 09251410 |
|                                         | Wohnhaus | Skalenring 3 (Karte)             | Um 1800                                                                                             | Obergeschoss Fachwerk verbrettert, baugeschichtlich von Bedeutung, erstes Obergeschoss original, verbrettert, Fensterverblendung mit Fries, Holzfries unter dem Dachabschluss, Erdgeschoss verändert (Balkonanbau, Garageneinbau), Schleppgaupe, Krüppelwalmdach | 09251414 |
| Direkt Bild zu diesem Denkmal hochladen | Wohnhaus | Skalenring 4 (Karte)             | Um 1800                                                                                             | Alte Ortslage Skala, Obergeschoss Fachwerk verputzt, Skalenhaus, baugeschichtlich von Bedeutung, spitzer, verbretterter Giebel, im ersten Obergeschoss originale Fenster, unter Putz Fachwerk | 09251413 |
| Direkt Bild zu diesem Denkmal hochladen | Wohnhaus | Skalenring 6 (Karte)             | Bezeichnet mit 1834                                                                                 | Alte Ortslage Skala, Obergeschoss Fachwerk verbrettert, Skalenhaus, baugeschichtlich von Bedeutung, teilweise originale Fenster, erstes Obergeschoss verbrettert, rückseitig Anbau, bezeichnet mit „1834 – S l“ (im Schlussstein) | 09251412 |
| Direkt Bild zu diesem Denkmal hochladen | Wohnhaus | Skalenring 8 (Karte)             | Ende 18. Jahrhundert                                                                                | Alte Ortslage Skala, Obergeschoss Fachwerk zum Teil verbrettert, Skalenhaus, baugeschichtlich von Bedeutung, Spitzdach, verbretterter Giebel, originale Fenster | 09251411 |
| Weitere Bilder                          | Hermannmühle, Mühlengebäude mit angebautem Schornstein und Wehr                                                                                                  | Skalenring 10 (Karte)            | Bezeichnet mit 1844                                                                                 | Verputzter Bruchsteinbau mit einfacher Putzgliederung, baugeschichtlich und ortsgeschichtlich von Bedeutung, Eingangstür mit Rundbogenportal, darüber Dreiecksgiebel mit Tafel „Erbauet von Winter Täuberich Kotte“, Naturstein, seitlich hohe Esse, Reste der Putzgliederung, Zugang zum Gebäude über Brücke mit Wehr | 09251408 |
| Weitere Bilder                          | Dampfmühle E. Rätze; Rätze-Mühle: Mühlengebäude mit Anbau, Schornstein und Seitengebäude eines Mühlenanwesens                                                    | Zur Mühle 4 (Karte)              | Bezeichnet mit 1772 (Mühle); um 1800 (Seitengebäude); um 1920 (Schornstein)                         | Baugeschichtlich und technikgeschichtlich von Bedeutung, Seitengebäude Putzbau mit Satteldach, seitlich niedrige Tür mit rundbogigem Gewände, Holztor | 09251406 |

## Storcha
| Bild           | Bezeichnung                                                      | Lage                                                        | Datierung           | Beschreibung | ID       |
| -------------- | ---------------------------------------------------------------- | ----------------------------------------------------------- | ------------------- | --- | -------- |
|                | Betkreuz                                                         | (zwischen Storcha und Zscharnitz) (Karte)                   | Bezeichnet mit 1851 | Kruzifix auf profiliertem Granitsockel, mit Inschrift, regionalgeschichtlich von Bedeutung, Kreuzigung Jesu auf Granitsockel, Inschrift auf dem Granitsockel: „I Schultze Anno 1851“, bis April 2011 irrtümlich unter dem Ortsteil Zscharnitz in der Denkmalliste, gehört laut ALK-Daten zum Ortsteil Storcha | 09252229 |
| Weitere Bilder | Betkreuz                                                         | (Kreuzung Puschwitz/Crostwitz/Storcha, am Feldrand) (Karte) | Bezeichnet mit 1880 | Kruzifix auf profiliertem Granitsockel, regionalgeschichtlich von Bedeutung, Granitsockel mit Kreuzigungsmotiv | 09252255 |
| Weitere Bilder | Wegestein                                                        | (Ortsausgang Richtung Crostwitz, bei Betsäule) (Karte)      | Bezeichnet mit 1856 | Verkehrsgeschichtlich von Bedeutung, Granitstele mit flachpyramidalem Abschluss, mit eingemeißelten Ortsangaben, zugehörigen Wegestunden und Richtungspfeilen sowie dem Jahr der Errichtung | 09252231 |
| Weitere Bilder | Betkreuz                                                         | (Ortsausgang Richtung Crostwitz) (Karte)                    | Bezeichnet mit 1861 | Kruzifix auf profiliertem Granitsockel, regionalgeschichtlich von Bedeutung, Kreuzigung Jesu | 09252230 |
|                | Wegestein                                                        | Storcha 1 (bei), am Ortseingang (Karte)                     | 19. Jahrhundert     | Verkehrsgeschichtlich von Bedeutung, Granitstele, Schaft mit abgefasten Kanten, Kopfstück mit flachpyramidalem Abschluss, Seitenflächen mit eingemeißelten Ortsangaben, zugehörigen Wegestunden und Richtungspfeilen | 09252256 |
| Weitere Bilder | Betkreuz                                                         | Storcha 3 (bei) (Karte)                                     | 1858                | Granitsockel mit Kreuzigung, regionalgeschichtlich von Bedeutung | 09252258 |
| Weitere Bilder | Villenartiger Verwaltungsbau mit rückwärtig angebauter Turnhalle | Storcha 16 (Karte)                                          | Um 1910             | Zeittypischer Putzbau mit Mansarddach, baugeschichtlich und ortsgeschichtlich von Bedeutung. - Villa (vermutlich als Gebäude mit Turnhalle des CVJM erbaut (Christlicher Verein Junger Männer)): repräsentativer Baukörper, zweigeschossiger massiver Putzbau mit Mansarddach, mittiger Giebel weit aufragend, mit Ochsenauge (originale Fenster mit Sprossung) und drei Reliefornamenten (Stuck), seitlicher halbrunder Erker, im Erdgeschoss hohe rechteckige Fenster mit originaler Sprossung erhalten, vorgezogener Eingang, gesondert überdacht, keine originale Haustür - Turnhalle: eingeschossiger Bau mit Satteldach, große rundbogige Fenster mit originaler Sprossung erhalten, Dachgaupe und flacher Anbau als Hintereingang Beide Gebäude zusammengehörig und zum Ensemble Kirche, Kirchschule, Friedhof gehörig. | 09301925 |
| Weitere Bilder | Alte Kirchschule                                                 | Storcha 17 (Karte)                                          | Bezeichnet mit 1888 | Im neogotischen Stil errichteter Putzbau mit Mittelrisalit, baugeschichtlich und ortsgeschichtlich von Bedeutung, Schule mit zwei Geschossen und Dachgeschoss, Mittelrisalit, Freitreppe, Spitzbogenfenster, Inschrift, zwei Dachkreuze | 09250259 |
| Weitere Bilder | Pfarrhaus mit Inschrift und Wappen                               | Storcha 18 (Karte)                                          | Um 1890             | Im neogotischen Stil errichteter Putzbau mit Eckquaderung, baugeschichtlich und ortsgeschichtlich von Bedeutung, Wohnhaus mit zwei Geschossen, mit Seitenrisalit, neugotisierende Ornamentik, steiles, abknickendes Satteldach, mit Wappen und Inschrift | 09250258 |
| Weitere Bilder | Herz-Jesu-Kirche Storcha und Kirchhof (Sachgesamtheit)           | Storcha 19 (Karte)                                          | 1885 (Kirchhof)     | Sachgesamtheit Herz-Jesu-Kirche und Kirchhof Storcha mit folgenden Einzeldenkmalen: Kirche, sechs Grabmale, zwei Grabanlagen und Kirchhofstor (siehe auch Einzeldenkmalliste Obj. 09252260), Baumreihe um die Kirche und Allee auf dem Kirchhof (Gartendenkmal) sowie Kirchhof als Sachgesamtheitsteil; neogotische Pseudobasilika, Hausteinbau mit 3/8-Chorschluss, Nordseite mit hoch aufragendem Turm, baugeschichtlich, kunstgeschichtlich und ortsgeschichtlich von Bedeutung | 09303799 |
| Weitere Bilder | Kirche (Einzeldenkmal zu ID-Nr. 09303799)                        | Storcha 19 (Karte)                                          | 1887                | Einzeldenkmal der Sachgesamtheit Herz-Jesu-Kirche und Kirchhof Storcha (siehe auch Sachgesamtheitsdokument Obj. 09303799); neogotische Pseudobasilika, Hausteinbau mit 3/8-Chorschluss, Nordseite mit hoch aufragendem Turm, baugeschichtlich, kunstgeschichtlich und ortsgeschichtlich von Bedeutung. Kirche Bruchsteinmauerwerk, langes Schiff, neogotische Elemente, spitzer Turm, Farbglasfenster mit Ornamentik, mittig Darstellung Jesus und Maria, Rosetten mit Farbglas, Darstellung der Heiligen in Medaillonform über neogotischen Bögen, Kanzel mit Reliefs (Blumen, Fries, Blätter), in menschengroßer Darstellung d.Hlg. Georg auf Sockel, hölzernes Taufbecken, Altar einfach gestaltet, mit überdimensionalem Kreuz, hölzernes Gestühl, Orgel (original), Mosaikfliesen mit Mäanderfries, auf Reliefschnitzereien Kreuzigungsdarstellung. Neugotische Pseudobasilika, 1882–87 von Hermann Knothe-Seeck erbaut. 1945 Kriegsschäden, 1967 und 1983 Umgestaltungen des Innenraumes, 1986–89 umfassende Restaurierung. Von Strebepfeilern umgebener Hausteinbau mit 3/8-Chorschluss, zur Südseite ausgerichtet. Satteldach mit Gaupen, über den Seitenschiffen Pultdächer. An der Nordseite hochaufragender Turm mit spitzem Helmdach, an den Eckpunkten Fialen. Harmonischer, über fünf Joche reichender Innenraum, der abschließende Chor zweijochig mit Apsis. Kreuzrippengewölbe, an den Rändern mit Blattornamenten bemalt. Die verputzten Wände und Säulen durch gemalte Bänderungen, Apostelkreuze und Medaillons mit Aposteldarstellungen gegliedert. Im Chor reiche Ausmalung mit Wandteppichen, Blumen- und Blattmotiven. An der Nordseite, in Mittelschiffsbreite, die Orgelempore auf dreibogiger Arkatur. Buntglasfenster mit ornamentaler Gestaltung, das Mittelfenster des Chores mit Darstellung der Erscheinung Christi vor der Ordensfrau Margaretha Maria Alacoque. Ausstattung aus der Entstehungszeit: Tabernakelaltar aus Sandstein mit Baldachinaufsatz, kräftige polygonale Sandstein-Kanzel, oktogonale Holztaufe, auf dem kuppelartigen Deckel Darstellung der Taufe Christi, farbig gefasste Gruppe aus Metallguss. In den Seitenschiffen aus Sandstein ein Marienaltar und ein Altar mit den Slawenaposteln Cyril und Methodius, die Figuren farbig gefasst, hinterfangen von aufwendiger, gemalter Scheinarchitektur. Überlebensgroße Sandsteinfigur des hl. Benno. Jehmlich-Orgel um 1890. | 09252260 |
| Weitere Bilder | Sechs Grabmale (Einzeldenkmale zu ID-Nr. 09303799)               | Storcha 19 (Karte)                                          | Um 1900             | Einzeldenkmale der Sachgesamtheit Herz-Jesu-Kirche und Kirchhof Storcha (siehe auch Sachgesamtheitsdokument Obj. 09303799). - Grabmal Familie Krahl (Zweitbelegung), einer Ädikula ähnelnd, mit geschweiftem Abschluss, Bekrönung durch Kreuz, um 1900 - Grabmal Familie Jan Lipič (1808–1894), einer Ädikula ähnelnd, mit geschweiftem Abschluss, Bekrönung durch Kreuz, nach 1894 - Grabmal Pawot Kindermann (Zweitbelegung), einer Ädikula ähnelnd, mit Giebelbekrönung und Kreuz, um 1900 - Grabmal Jakub Rjenč (1843–1902), fünffeldrige Anlage mit Ädikula im Mittelteil, in Nische Pietà, gesprengter Giebel, um 1900 - Grabmal Mikławš Robel (1841–1903), Ädikula mit Pietà, Bekrönung durch Kreuz, nach 1903 - Grabmal Mikławš Kral (1849–1904), einer Ädikula ähnelnd, flankiert von zwei Säulen, Bekrönung durch Kreuz, nach 1904 | 09252260 |
| Weitere Bilder | Zwei Grabanlagen (Einzeldenkmale zu ID-Nr. 09303799)             | Storcha 19 (Karte)                                          | Um 1900             | Einzeldenkmale der Sachgesamtheit Herz-Jesu-Kirche und Kirchhof Storcha (siehe auch Sachgesamtheitsdokument Obj. 09303799). - Grabanlage Michael Pech (1879–1901) mit Einfriedung, fünffeldrige Anlage mit hervorgehobenem Mittelteil, schwarzer Granit, schmiedeeiserne Einfriedung, nach 1901 - Grabanlage Jakub Buk, Priester, (1825–1895) mit Einfriedung, neogotisches Grabmal mit Nische, darin Maria mit Kind, schmiedeeiserne Einfriedung, 1895 | 09252260 |
| Weitere Bilder | Kirchhofstor (Einzeldenkmal zu ID-Nr. 09303799)                  | Storcha 19 (Karte)                                          |                     | Einzeldenkmal der Sachgesamtheit Herz-Jesu-Kirche und Kirchhof Storcha (siehe auch Sachgesamtheitsdokument Obj. 09303799) | 09252260 |

## Zischkowitz
| Bild                                    | Bezeichnung                                         | Lage                   | Datierung              | Beschreibung | ID       |
| --------------------------------------- | --------------------------------------------------- | ---------------------- | ---------------------- | --- | -------- |
|                                         | Wohnhaus und drei Seitengebäude eines Vierseithofes | Zischkowitz 2 (Karte)  | Um 1880/1890           | Wohnhaus repräsentativer Putzbau mit übergiebeltem Mittelrisalit, baugeschichtlich und wirtschaftsgeschichtlich von Bedeutung. - Wohnhaus: zweigeschossiges Gebäude, Bruchsteinmauerwerk, Gesims über Eingang, symmetrische Fassadengestaltung, Mittelrisalit mit Eingangstür, Drempelbelüftung, Dreiecksgiebel mit Oculus, Lisenengliederung, Granitfenstergewände - Drei Scheunen/Ställe: Bruchsteinmauerwerk, Satteldach mit einfacher Biberschwanzdeckung, Reste der Hofpflasterung Geburtshaus von Jan Pětr Jordan | 09252356 |
| Direkt Bild zu diesem Denkmal hochladen | Wohnhaus                                            | Zischkowitz 3 (Karte)  | Anfang 19. Jahrhundert | Obergeschoss Fachwerk verbrettert, baugeschichtlich und wirtschaftsgeschichtlich von Bedeutung, möglicherweise ehemals im Erdgeschoss Umgebindekonstruktion. Scheune (Holzkonstruktion, teils Fachwerk), Abbruch 2011 festgestellt, heute Neubau. | 09251385 |
| Direkt Bild zu diesem Denkmal hochladen | Wohnstallhaus mit angebautem Wirtschaftsteil        | Zischkowitz 11 (Karte) | um 1850                | Ehemaliges Umgebindehaus, Obergeschoss Fachwerk verbrettert, baugeschichtlich von Bedeutung, verputztes Umgebinde, originale Fenster, Giebelfront verbrettert, steiles Satteldach mit doppelter Biberschwanzdeckung | 09252357 |

## Zscharnitz
| Bild                                    | Bezeichnung                          | Lage                                                                             | Datierung                                                                               | Beschreibung | ID       |
| --------------------------------------- | ------------------------------------ | -------------------------------------------------------------------------------- | --------------------------------------------------------------------------------------- | --- | -------- |
| Direkt Bild zu diesem Denkmal hochladen | Gedenkstein                          | Zscharnitz 2 (vor) (Karte)                                                       | 19. Jahrhundert                                                                         | „IR“ – Initialen, ortsgeschichtlich von Bedeutung; nach 2014 von der Denkmalliste gestrichen | 09252227 |
|                                         | Wegestein                            | (ca. 300 m westlich Ortsausgang Zscharnitz, an der Kreuzung nach Liebon) (Karte) | 19. Jahrhundert                                                                         | Verkehrsgeschichtlich von Bedeutung, Natursteinsäule mit pyramidalem Abschluss | 09303833 |
| Weitere Bilder                          | Betkreuz                             | (Ortseingang von Liebon) (Karte)                                                 | Bezeichnet mit 1875                                                                     | Kruzifix auf profiliertem Steinsockel, deutsche Inschrift an der Front-, sorbische an der Rückseite; regionalgeschichtlich von Bedeutung, Kreuzigung | 09252221 |
|                                         | Betkreuz                             | Liebon 1 (bei), vor der Hofeinfahrt (Karte)                                      | Bezeichnet mit 1850                                                                     | Kreuz auf profiliertem Steinsockel, regionalgeschichtlich von Bedeutung, Opferstock | 09252222 |
|                                         | Betkreuz                             | Ortseingang Zscharnitz (Karte)                                                   | Bezeichnet mit 1855                                                                     | Kruzifix auf profiliertem Granitsockel, regionalgeschichtlich von Bedeutung, Kreuzigung Jesu auf Granitsockel, bezeichnet mit 1855 | 09252228 |
|                                         | Wegestein                            | gegenüber Betsäule am Ortseingang (Karte)                                        | 19. Jahrhundert                                                                         | Verkehrsgeschichtlich von Bedeutung, hohe Natursteinsäule mit bogenförmigem Abschluss | 09252225 |
|                                         | Bildstock                            | Ortseingang Zscharnitz (Karte)                                                   | Bezeichnet mit 1867                                                                     | Sockel mit Nische, darin Marienfigur, Bekrönung durch Kruzifix, regionalgeschichtlich von Bedeutung, Goldverzierungen | 09252224 |
| Direkt Bild zu diesem Denkmal hochladen | Vier Seitengebäude eines Bauernhofes | Zscharnitz 2 (Karte)                                                             | Bezeichnet mit 1788 (Stall-Scheunen-Gebäude); 2. Hälfte 19. Jahrhundert (Seitengebäude) | Baugeschichtlich und wirtschaftsgeschichtlich von Bedeutung. Im Wohnhaus lebte Michal Walda 1721–1794. Wohnhaus massiv, zweigeschossig, Walmdach, stark verändert, auch im Inneren – deshalb als Denkmal gestrichen, die vier Seitengebäude massiv, Satteldach, Westseite mit Rundbogen-Fenstergewänden, hoher Originalitätsgrad auch im Inneren. | 09254989 |
| Weitere Bilder                          | Wohnstallhaus (Umgebinde)            | Zscharnitz 2b (Karte)                                                            | Ende 18. Jahrhundert                                                                    | Baugeschichtlich von Bedeutung, Umgebinde links 2/1/-, ausgeriegelt, originale Eingangstür, Granitgewände, sehr hohe bis in das Obergeschoss reichende Stalltür, Erdgeschoss Bruchstein bzw. Ziegel, Obergeschoss Fachwerk, Lehmausfachung, breiter Giebel verbrettert, originale Fenster, hölzerne geschnitzte Verzierungen als Abschluss des Giebels im ersten Obergeschoss, unter Fenstern, (hölzerne Dreiecksbekrönung), Haus unterkellert (tief), breites Satteldach mit einfacher Biberschwanzdachdeckung; Gebäude zur Hälfte eingestürzt (Stand: 2019) | 09252226 |
|                                         | Betkreuz                             | Zscharnitz 3 (bei) (Karte)                                                       | Bezeichnet mit 1833                                                                     | Kruzifix auf profiliertem Granitsockel, regionalgeschichtlich von Bedeutung | 09303831 |

## Streichungen von der Denkmalliste

### Streichungen von der Denkmalliste (Göda)
| Bild                                    | Bezeichnung                                                                    | Lage                        | Datierung             | Beschreibung | ID       |
| --------------------------------------- | ------------------------------------------------------------------------------ | --------------------------- | --------------------- | --- | -------- |
| Direkt Bild zu diesem Denkmal hochladen | Wohnhaus                                                                       | Coblenzer Straße 6 (Karte)  | Mitte 19. Jahrhundert | Obergeschoss Fachwerk verbrettert, ohne Anbau, baugeschichtlich von Bedeutung, hölzernes Vorhaus, im ersten Obergeschoss Holzverkleidung, steiler Giebel, rückseitig Anbau. Abbruchgenehmigung vom 23. März 2017 (Landratsamt Bautzen). Zwischen 2017 und 2024 aus der Denkmalliste gestrichen. | 09251261 |
|                                         | Fassadenteile und Einfriedungsmauer des ehemaligen Gasthofes „Zum Landgericht“ | Dresdener Straße 18 (Karte) | um 1860               | Gasthof mit rundbogigem Tor, ehemaligem Stall sowie Tanzsaal und Wohnhaus mit Stall wurde vor 2011 abgebrochen, straßenbildprägend und ortsgeschichtlich von Bedeutung. Betonung der linken Seite durch hohe, rundbogige Fenster im ersten Obergeschoss, Naturstein, ehemaliger Stall mit Tonnengewölbe, Rest des Treppengeländers im Hausflur, ehemaliger Tanzsaal mit Metallsäule und Parkett, Wohnkomplex mit „Pech's Garten“, Wohnhaus mit Stall vermutlich früher Mühle, vor 2011 wurde der gesamte Hof abgebrochen. Zwischen 2017 und 2024 aus der Denkmalliste gestrichen. | 09251263 |

### Streichungen von der Denkmalliste (Döbschke)
| Bild                                    | Bezeichnung                                                                            | Lage             | Datierung       | Beschreibung | ID       |
| --------------------------------------- | -------------------------------------------------------------------------------------- | ---------------- | --------------- | --- | -------- |
| Direkt Bild zu diesem Denkmal hochladen | Alle sich im Ort befindlichen Stütz- und Einfriedungsmauern sowie ein Keller und Kanal | Döbschke (Karte) | 19. Jahrhundert | Trockenmauern aus Bruchstein, baugeschichtlich und ortsbildprägend von Bedeutung. Zwischen 2017 und 2024 in 09303252 integriert. | 09254996 |

### Streichungen von der Denkmalliste (Nedaschütz)
| Bild | Bezeichnung                           | Lage                                     | Datierung                                                             | Beschreibung | ID       |
| ---- | ------------------------------------- | ---------------------------------------- | --------------------------------------------------------------------- | --- | -------- |
|      | Rittergut Nedaschütz (Sachgesamtheit) | Nedaschütz 1, 1e, 1f, 1g, 1h, 1i (Karte) | 1600 - 1699 im Kern, 1. Drittel 18. Jahrhundert (Umbau); 1918 (Anbau) | Sachgesamtheit Rittergut Nedaschütz mit folgenden Einzeldenkmalen: Herrenhaus und vier Wirtschaftsgebäude sowie Einfriedungsmauer und Pfeiler der historischen Einfriedung (siehe Obj. 09251423); baugeschichtlich und ortsgeschichtlich von Bedeutung | 09303162 |

### Streichungen von der Denkmalliste (Seitschen)
| Bild                                    | Bezeichnung   | Lage                 | Datierung | Beschreibung | ID       |
| --------------------------------------- | ------------- | -------------------- | --------- | --- | -------- |
| Direkt Bild zu diesem Denkmal hochladen | Wohnstallhaus | Kurzer Weg 2 (Karte) | Um 1840   | Obergeschoss zum Teil Fachwerk verbrettert, baugeschichtlich von Bedeutung; zwischen 2014 und 2016 abgerissen. Satteldach, erstes Obergeschoss teilweise verbrettert, originale Fenster, rundbogiges Holztor. | 09250272 |

### Streichungen von der Denkmalliste (Semmichau)
| Bild                                    | Bezeichnung | Lage                 | Datierung | Beschreibung | ID       |
| --------------------------------------- | ----------- | -------------------- | --------- | --- | -------- |
| Direkt Bild zu diesem Denkmal hochladen | Häuslerhaus | Semmichau 29 (Karte) | Um 1880   | Niedriger Putzbau mit Stallteil, baugeschichtlich und sozialgeschichtlich von Bedeutung, Satteldach mit Schieferdeckung, kleine Schablonenschiefer, einreihige Randschiefer, Giebel verbrettert, Dach nach hinten geschrägt. Zwischen 2017 und 2024 aus der Denkmalliste gestrichen. | 09250261 |

### Streichungen von der Denkmalliste (Spittwitz)
| Bild                                    | Bezeichnung       | Lage                  | Datierung                 | Beschreibung | ID       |
| --------------------------------------- | ----------------- | --------------------- | ------------------------- | --- | -------- |
| Direkt Bild zu diesem Denkmal hochladen | Zolleinnehmerhaus | Einnahmeweg 3 (Karte) | 1. Hälfte 19. Jahrhundert | Kleiner Putzbau mit Krüppelwalmdach, verkehrsgeschichtlich und ortsgeschichtlich von Bedeutung; nach 2014 von der Denkmalliste gestrichen | 09254988 |

## Tabellenlegende
- Bild: Bild des Kulturdenkmals, ggf. zusätzlich mit einem Link zu weiteren Fotos des Kulturdenkmals im Medienarchiv Wikimedia Commons. Wenn man auf das Kamerasymbol klickt, können Fotos zu Kulturdenkmalen aus dieser Liste hochgeladen werden:
- Bezeichnung: Denkmalgeschützte Objekte und ggf. Bauwerksname des Kulturdenkmals
- Lage: Straßenname und Hausnummer oder Flurstücknummer des Kulturdenkmals. Die Grundsortierung der Liste erfolgt nach dieser Adresse. Der Link (Karte) führt zu verschiedenen Kartendiensten mit der Position des Kulturdenkmals. Fehlt dieser Link, wurden die Koordinaten noch nicht eingetragen. Sind diese bekannt, können sie über ein Tool mit einer Kartenansicht einfach nachgetragen werden. In dieser Kartenansicht sind Kulturdenkmale ohne Koordinaten mit einem roten bzw. orangen Marker dargestellt und können durch Verschieben auf die richtige Position in der Karte mit Koordinaten versehen werden. Kulturdenkmale ohne Bild sind an einem blauen bzw. roten Marker erkennbar.
- Datierung: Baubeginn, Fertigstellung, Datum der Erstnennung oder grobe zeitliche Einordnung entsprechend des Eintrags in der sächsischen Denkmaldatenbank
- Beschreibung: Kurzcharakteristik des Kulturdenkmals entsprechend des Eintrags in der sächsischen Denkmaldatenbank, ggf. ergänzt durch die dort nur selten veröffentlichten Erfassungstexte oder zusätzliche Informationen
- ID: Vom Landesamt für Denkmalpflege Sachsen vergebene, das Kulturdenkmal eindeutig identifizierende Objekt-Nummer. Der Link führt zum PDF-Denkmaldokument des Landesamtes für Denkmalpflege Sachsen. Bei ehemaligen Kulturdenkmalen können die Objektnummern unbekannt sein und deshalb fehlen bzw. die Links von aus der Datenbank entfernten Objektnummern ins Leere führen. Ein ggf. vorhandenes Icon  führt zu den Angaben des Kulturdenkmals bei Wikidata.

## Ausführliche Denkmaltexte
1. ↑  Grabmale auf dem Kirchhof der Stiftskirche St. Peter und Paul in Göda:
  - Renaissance-Grabmal an der Kirchenwand mit figürlicher Ritzzeichnung, Sandstein, Anfang 16. Jahrhundert
  - Grabmal an der Kirchenwand, Granitkubus mit erhabenem Kreuz, 17./18. Jahrhundert (?)
  - Grabmal Hans Rechenberg zu Nedewitz, Sandsteintafel mit Inschrift und Wappen in einem Medaillon, bezeichnet mit 1600
  - Grabmal Seuvert von Metzradt, Sandsteintafel mit Inschrift und zwei Wappen in einem Medaillon, bezeichnet mit 1617
  - Grabmal mit figürlicher Darstellung eines Adligen in zeitgenössischer Kleidung, Sandstein, um 1600
  - Grabmal Peter v. Haugwitz, Sandsteintafel mit Inschrift, bezeichnet mit 1615
  - Grabmal der Familie Johann Peter Sauer (1844–1911), Gutsbesitzer, dreizoniger Aufbau mit überhöhtem Mittelteil, schwarzer Granit, nach 1911
  - Grabmal der Familie Friedrich zu Bolbritz, klassizistisches Grabmal mit Urne, Sandstein, um 1830
  - Grabanlage Friedrich Otto Rätze (1889–1914) mit schmiedeeiserner Einfriedung, dreizoniger Aufbau mit überhöhtem Mittelteil, schwarzer Granit, nach 1914
  - Grabmal Paul Albert Stein (1854–1914), Rittergutsbesitzer, zeittypische Gestaltung mit flankierenden Säulen und Dreiecksbedachung, nach 1914
  - Grabmal Familie Willi Odilo Hesse (1865–1909), Rittergutsbesitzer, nach 1909
  - Barockes Sandsteingrabmal mit Figur einer Trauernden, 18. Jahrhundert

Dehio – Handbuch der deutschen Kunstdenkmäler / Sachsen Band 1
Evangelische Stiftskirche St. Peter und Paul in Göda. Auf einer Anhöhe stehende Hallenkirche mit hoch aufragendem, landschaftsprägendem Turm mit Doppelhelm. 1076 Kirchengründung durch Bischof Benno. Im 13. Jahrhundert entstand der zweite, romanische Kirchenbau, der Unterbau des heutigen Turmes um 1220/30. Der übrige Bau im Wesentlichen 1505–14, Baumeister sehr wahrscheinlich der im Gewölbe bezeichnet Wolff Hrabisch. 1580 starke Brandschäden, Wiederaufbau und Anbau an der Südseite des Turmes. 1702–14 barocke Neugestaltung des Innenraumes. 1832 Turmerneuerung, 1862 Satteldach. 1892 neugotische Gestaltung und Ausstattung des Innenraumes, Anbau der Sakristei, Bekrönung des Westturmes durch Christian Gottfried Schramm. Restaurierung 1964–72 (außen, Vereinfachung der Türme). 1976–81 (innen, Freilegung der Gewölbemalereien, Neugestaltung des Kirchenraumes durch Friedrich Press).
Mächtiger verputzter Bruchsteinbau mit Strebepfeilern und Satteldach. Der gestreckte Chor mit 3/8-Schluss und Anbauten an der Nord- und Südseite. Verschiedene Maßwerkfenster, am nördlichen Choranbau Vorhangbogenfenster. An der Südseite eine spätgotische Doppeltür mit gebrochenem Kielbogen und reichem Stabwerk. Spitzbogiges Hauptportal mit reichem Gewände, Verstabungen und abschließendem Kielbogen. Breiter kraftvoller Westturm mit romanischen Doppelarkaden im Glockengeschoss, darüber die beiden aneinandergedrängten Helme.
Turmhalle mit Kreuzrippengewölbe, ornamentale Bemalung von 1892. Aufgang zur südlich angrenzenden Friedenskapelle mit doppelt gekehltem Kreuzrippengewölbe, darunter Leichenhalle mit Tonnengewölbe, von außen zugänglich. Lichte, dreischiffige und dreijochige Halle, das Netzgewölbe mit doppelt gekehlten Rippen und ornamentaler Bemalung, datiert um 1515, von vier schlanken achteckigen Pfeilern über nahezu quadratischem Grundriss getragen. Triumphbogen zum erhöhten Chor, dessen Sterngewölbe mit doppelt gekehlten Rippen und Rankenmalerei, bezeichnet mit 1505. An der Nordseite des Chores zweijochiger Anbau mit bemaltem Netzgewölbe. Sakristei mit schlichter Holzdecke.
Von der alten Ausstattung erhalten: Schlichte Granittaufe, 13. Jahrhundert. Kanzelkorb, Sandstein, farbig gefasst, zwischen schlanken Säulen Blendmaßwerk, bezeichnet mit 1514, Steinmetzzeichen vermutlich von Wolff Hrabisch (Treppe und Schalldeckel 1982 ergänzt). Großer hölzerner Kruzifix, um 1500 von einem Meißner Meister, farbig gefasst. An der Südseite der Halle Weihwasserbecken, Sandstein, um 1514, Unterseite des Baldachins mit sternförmigem Zellengewölbe, Steinmetzzeichen vermutlich von Wolff Hrabisch. Von dem Barockaltar von 1714 Haupttafel mit Darstellung der Kreuzigung, und Predella mit Darstellung des Abendmahls erhalten. Vom neugotischen Altar, 1876, ebenfalls Haupttafel mit Kreuzigung und Predella mit Abendmahlsrelief. In der Nordseite des Chores Buntglasfenster, 1892, Anbetung der Hirten. 1976–81 moderne Ausstattung durch Friedrich Press unter dem Thema Mission (Mt 28, 18–20), beachtenswert die elf Apostel im Chor. Eule-Orgel, 1988, Prospektgestaltung von Friedrich Press.
In der Turmhalle verschiedene Grabplatten aus den nicht mehr zugänglichen Grüften. Denkmal der Margaretha von Zachnitz, geborene von Spiegel († 1602), Sandsteinplatte, in einer Nische Frauengestalt betend Margaretha von Zachnitz, geborene von Spiegel († 1602), Sandsteinplatte, in einer Nische Frauengestalt betend vor einem Kruzifix kniend, verschiedene Wappen. Denkmal des Christoph Adolf von Haugwitz († 1688), achteckige Sandsteinplatte mit großem Wappen. Denkmal des Heinrich von Schönberg auf Bolbritz († 1611), vor einem Blendbogen älterer Mann in voller Rüstung, seitlich verschiedene Wappen und Inschriften. Denkmal des Joachim von Bolberitz auf Seitschen († 1597), vielleicht von Michael Schwenke aus Pirna, Sandsteinplatte mit 3/4-Porträt eines beinah kahlköpfigen Mannes mit Rüstung in Schrittstellung, verschiedene Wappen. Denkmal des Heinrich von Bünau († 1605), Sandsteinplatte, Mann mit markantem Schnurrbart in voller Rüstung, seitliche Pilaster mit Ranken und Wappen. Fragment des Denkmals von Peter Noack († 1759), Sandstein-Bekrönung mit christlichen Tugenden (Glaube und Liebe), dem Auge Gottes und Siegeslamm. Auf dem Kirchhof Grufthaus, um 1800 entstanden.